# 新加坡
新加坡共和國（英語：Republic of Singapore，羅馬化：Ciṅkappūr Kuṭiyaracu），通称新加坡，別稱新嘉坡、星加坡、星嘉坡、獅城、星洲、星國，是位於东南亚的岛国和城邦，位於中南半島最南端，扼守马六甲海峡最南端的出口，位於其南面的新加坡海峡与印度尼西亚相隔，北面的柔佛海峡與馬來西亞相隔，並以新柔長堤與第二通道兩座橋梁相連於新馬兩岸之間。新加坡由新加坡島等63個島嶼組成，面積為728平方公里，因绿化程度高而有「花園城市」之美稱。
1819年，任職于英國不列颠东印度公司的斯坦福·莱佛士与柔佛苏丹签订条约，获准在新加坡建立交易站和殖民地，经莱佛士的努力，逐渐发展成繁荣的轉口港。由于地理位置特殊，新加坡在第二次世界大战以前一直是大英帝国在东南亚最重要的戰略据点。1942年至1945年间，新加坡曾被日本占領三年半之久，其后回归英国管理，並從海峽殖民地獨立出來，1959年成立自治邦，1963年以獨立城邦的形式加入马来西亚，稱為新加坡州（簡稱星州）。但在1965年8月9日，馬來西亞國會以126票贊成、0票反對，同意將新加坡驅逐出馬來西亞聯邦，使新加坡独立建国，成立新加坡共和國。
1970年代以來，新加坡經濟迅速發展，被譽爲「亞洲四小龍」之一，人均國内生產總值、人類發展指數高居全球前列。目前，新加坡是全球重要的煉油、貿易、物流中心，是亞洲僅次於香港的國際金融中心。2014年，新加坡的住房自有率為90.3%。2020年，新加坡人口逾560萬，是全球人口密度最大的國家之一。新加坡是一个多元種族、多元文化、多語言的國家，其國族建構基於公民民族主義。

## 国名
「新加坡」（hsin-kah-pho）源自對於英語名稱「Singapore」的音譯。其英文名则来自马来语「Singapura」，继而来自梵语「सिंहपुर」（IAST: Siṃhapura），其中siṃha意为狮子，pura意为城市，因此新加坡又被称为“狮城”，其国徽和著名象征鱼尾狮也源于此。过去，「新加坡」一直用「新嘉坡」作为其独立初期的通用国名。
1967年新加坡政府成立統一街名翻譯委員會，開始對新加坡的地名、街名進行統一工作。1972年4月25日，「新加坡」正式成為國家的華文譯名。新加坡獨立之前出现不少衍生的国名称谓，例如「星嘉坡」、「星加坡」、「新架坡」、「星架坡」、「石叻」、「叻埠」、「石叻埠」和「实叻埠」等，而外界也普遍以「星洲」、「狮城」或「星国」作为简称来描述新加坡。
早期新加坡名為淡馬錫，新加坡的别名有新嘉坡、星架坡、星加坡、星洲、星港、星島、星國、狮城、石叻、石叻坡、叻埠、昭南等。最早的名稱為「Pulau Ujong」（命名於3世紀），在馬來語中意思為「（馬來半島）末端的島嶼」。
中國三國時期吳國康泰在出使南海诸国后写成的《扶南土俗》中记载“拘利正东行，极崎头海边有居人，人皆有尾五六寸，名蒲罗中国，其俗食人”，许云樵据此在《马来亚史》中提出「蒲羅中國」为马来语“Pulau Ujong”的音译，其馬來語意为“极端的岛国”也和记载中“极崎头海边”相符，是当时新加坡的名称，官方的《新加坡年鉴》在1999至2005年间也采信了该说法；但饒宗頤、陈育崧等学者认为其证据不足，并提出康泰出使时初具雏形的古马来语尚未出现，且“拘利正东行”的记载也与拘利和新加坡实际的地理位置不符等反对意见。

## 历史
新加坡在3世纪已經有马来人居住，其最早的文献记载源自3世纪东吴将领康泰所著的《吴时外国传》记载“拘利正东行，极犄头海边有居人，名蒲罗中国”。据新加坡学者许云樵考证，蒲罗中是马来语Pulau Ujong之对音，指半岛南端的岛国。蒲罗中是新加坡最古老的名称。比淡马锡早一千多年。
14世纪，明朝把新加坡称作“淡马锡”（意为 “水镇”）、莫干岛。
1819年1月29日，英国不列颠东印度公司雇员斯坦福·莱佛士登陆新加坡，并开始管辖该地区。1824年，新加坡正式成为英国殖民地，最初隶属于英属印度殖民当局管辖。1867年，新加坡升格为海峡殖民地，和槟城、马六甲并列一个辖区，受英国直接统治。
1942年2月15日（太平洋战争时期），日本占领新加坡，并将之更名为「昭南岛」，行政上称作「昭南特别市」，其中「昭南」一词取自「昭和年间所得之南地」一文，同时也有「南方之光」和「昭和天皇在南洋之领土」的意思。
1945年9月12日，日本宣布無條件投降，英国重新管辖新加坡，并恢复其名为，翌年把新加坡從海峡殖民地分離。
1959年，新加坡取得自治邦的地位，李光耀成為首任總理。
1963年，新加坡连同当时的马来亚联合邦、砂拉越以及北婆罗洲（现沙巴）共组成立马来西亚联邦，進而完全脱离英国统治。在马来西亚期间，李光耀和当时的马来西亚联邦政府在种族权利分配上意见不合，李光耀主张以“马来西亚人的马来西亚”的民族平等方式，反對“马来人至上”的保护政策，人民行动党与執政马来民族统一机构（巫统）的政治较量更在1964年7月及9月两次引发新加坡种族骚乱。
最后，时任首相东姑阿都拉曼以避免局势恶化为由，在1965年8月7日下令將新加坡州自馬來西亞聯邦中除名。于是，1965年8月9日，以巫统为首的执政联盟在马来西亚国会紧急修宪，并以126票赞成、0票反对通过了解除新加坡与马来西亚的关系，将其“踢出”联邦，使新加坡被迫成为独立的主权国家。
1965年8月9日，新加坡在脫離馬來西亞聯邦後开始寻求国际承认，同年9月21日加入联合国，10月加入英联邦。1967年8月8日，在新加坡的协助下，成立了东南亚国家联盟。1981年12月31日23时30分，时任马来西亚首相马哈迪·莫哈末宣布把马来亚半岛时间调快30分钟使之与东马时间相同，新加坡政府也随之更改，一直沿用至今。

## 政治及法律
根据《新加坡宪法》，新加坡实行的是一院议会制（内阁制）政府，為代議民主制單一制體系，分類上屬西敏制。
国家机构实行三权分立，新加坡总统由直接民选产生，为国家元首，负责礼仪性工作，亦是新加坡武装部队名义上的最高统帅，任期六年，可以連任一次。新加坡国会议员也是选举产生，任期五年，新加坡总理为政府首脑，从国会多数党中产生，其领导的内阁拥有行政权，并由独立的公共服务委员会管理公务员的聘用以及处分。总理从国会议员中选出内阁部长。
自建国后，人民行动党一直是唯一的执政党（一党独大状态），在议会中也鲜少有能够形成监督力量的反对党（部份反對黨成員是被委任，以免議會裡100%的意見都是支持人民行動黨，議會在1991年改變選舉制度後設有反对党的保障名額，最多有9席）。現在新加坡工人党是國會中的最大在野党。
新加坡自1991年起创造了一套独特的选区划分制度（集選區，每個選區產生4-6名議員）。人民行动党目前在新加坡民众中仍然拥有较高的支持度，在建国后的历次选举中该党的总得票率从未低于60%，但近年因各種因素例如就業和經濟成長的趨緩或是政治疲乏而逐漸下降，2011年新加坡大選的60%得票率遠低於獨立初期。
有人认为，新加坡的言论自由和新聞自由自独立之后就一直被压制。在媒體、新闻自由方面，新加坡在无国界记者（Reporters Without Borders）发布的2014年新闻自由指数显示，新加坡僅排名第150位，為後半段。在2023年的指數中，在全球有評比的180個國家、組織或地區中，仍排名第129名。有些人认为，人民行动党政府通过政府持股的方式间接控制了该国两大媒体集团，反对声音也因为种种限制很难通过其他私人出版机构出版其著作或发表言论。而一直以来“无国界記者”组织的新闻自由度排名显示新加坡为无新闻自由的国家。此外，个人或民间组织也禁止自行安装卫星天线接收器。21世紀以來網路興起，政府也对部分网络进行管制，雖然不進行主動封鎖，但有時會針對異議人士，打上傳聲筒或公民媒體的標籤，便能加以引據法條逕行監看，而對一般人則實施自我審查與舉報制度，任意複製散佈須面對法律責任。
在新加坡，当局对一切集会活动都非常关注，达到一定人数的户外集会都须向警方备案。新加坡内部安全局拥有非常大的权力，独立前实行的内部安全法授权可在必要时无限期拘留任何怀疑对种族和谐与社会稳定造成威胁的人士，并可在证据不足、不经审讯的情况下扣押多年，此法律在人民行动党政府過去对付马来亚共产党的时候應用，現在依然會以反“恐怖主義”進行起訴。
新加坡对民众日常行为的监督較為嚴苛，實行較為嚴格的法律管控，例如：禁止口香糖在新加坡境内销售（医疗用口香糖除外），对使用公共廁所后不沖水、在非吸煙區吸菸、無視交通規則隨意過馬路和亂丟垃圾等行为处以罰款等。
新加坡還嚴禁所有國民和旅客攜帶香菸入境。很多人誤以為新加坡法律准許攜帶19根，但這其實是錯誤的。由於新加坡對於香菸的稅務非常高，許多國民出國都會企圖攜帶香菸回國。
新加坡还拥有可能是全世界最严格的禁毒法律，携带毒品入境或藏毒作贩卖用途的主要刑罚为绞刑，根据现行新加坡法律第一百八十五章《濫用藥物法》，未经许可而进出口多于15克的海洛英、或多于30克吗啡或可卡因、或多于500克的大麻者，又或未经许可而制造任何数量之海洛英、吗啡或可卡因者，均属违法，而触犯该等罪行者会全部判处死刑。此外对于成人男性犯罪者（16岁以上50岁以下）还可使用鞭刑处罚（英國遺留的傳統，但已判處死刑者则不处以鞭刑）。
新加坡的鞭刑、死刑以及嚴刑峻罰常受到國際上一些聲音的批評。但新加坡因為有著相對其他已開發國家较低的犯罪率，也有很多人認為新加坡的嚴刑峻罰與鞭刑是新加坡治安良好、国民道德素质较高的主要原因。

## 行政区划
新加坡土地面积仅728平方公里，以符合都市规划的方式将全国划分为五个社区（行政區），中区社区（人口120萬），东北社区（人口130萬），西北社区（人口83萬），东南社区（人口84萬），西南社区（人口83萬），由相应的社区发展理事会（簡稱社理會）管理，其首長原為新加坡國會議員兼任之主席，2002年起首長改制為專職稱市長，市長級別相當於部長。在新加坡，市長指的就是社區發展理事會的最高行政首長。这五社区进一步分为选区。
|  |  |

## 地理

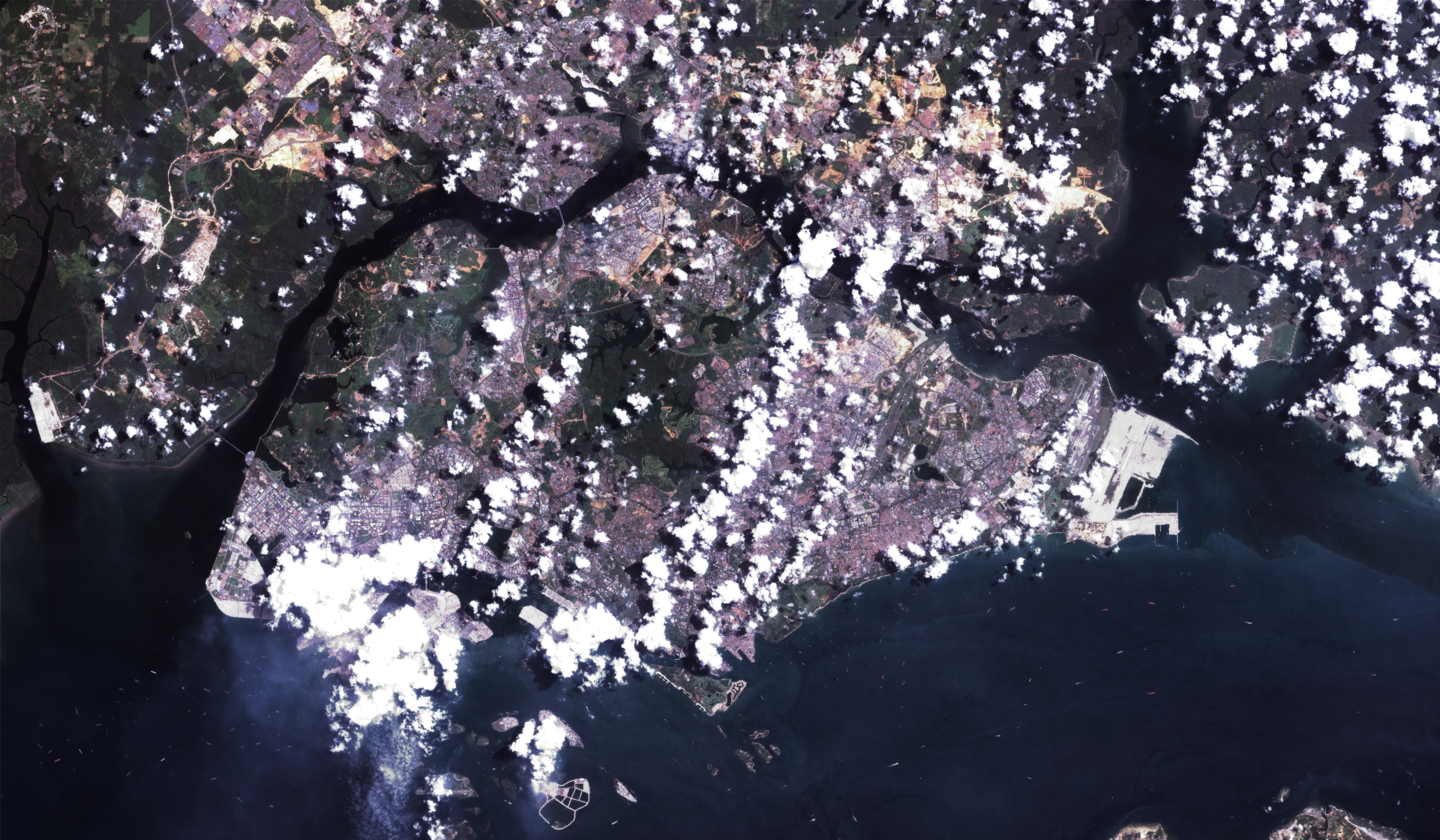
新加坡全岛（衛星照片）

新加坡共有大小岛屿63个，地势起伏和缓，主岛新加坡岛的面积占到90%以上。於北部建有新柔长堤，西部有第二通道，两者成为新加坡与马來西亚柔佛間的通联系道。新加坡岛以外較大的有岛屿裕廊岛、德光岛、乌敏岛及圣淘沙，地理最高点为武吉知马，海拔163.63（537英尺）。
新加坡很多国土都是填海产生，建國後曾經進行多次填海工程。至2013年3月，填海土地面積達到逾13,000公頃，佔據新加坡原有國家土地面積達約1/4。1950年至今，約20%的国土面积由填海产生，新加坡國土面積於1960年代時為581.5平方（224.5平方英里），現在約為728平方（281平方英里），至2030年以前，將會增加100平方（40平方英里），部分計畫則連結比較小的島嶼，包括裕廊島。尽管都市化缩减了雨林面積，但新加坡仍約有23%的國土屬於森林或自然保護區，森林主要分布於武吉知马自然保护区。新加坡在城市綠化方面相當成功，境內共有逾300座公園及4個自然保護區，有「花園城市」之稱。
新加坡未採行夏時制，新加坡標準時間為UTC+8，較其地理位置時區快1小時。
新加坡地处热带，长年受赤道低压带控制，为赤道多雨气候，长夏无冬，气温年温差和日温差小，年平均温度在24摄氏度至34摄氏度之间：最冷月为1月，受来自中国的东北季风影响，加上低压带的南移，较干燥的东北风会令新加坡的平均低温徘徊在摄氏23至24度左右。在此期间，新加坡的天气也会比较好；而到了4月至5月这段期间，在低压带的北移和东亚大陆高压带的减弱的影响下，气温会有轻微回升，而且雨量也会增多，湿度较高，每日平均相对湿度早上为79%，下午為73%。降雨充足，也常有雷暴，年均降雨量在2,400毫米左右，每年11月到1月为雨季，受較潮濕的季風影響，雨水较多。而每年的6月至9月，吹西南季候風，較為乾燥少雨。
新加坡是个靠近印尼的国家，由于印尼经常地震，新加坡也不时有余震。2007年9月印尼苏门答腊发生8级地震，全新加坡有震感。2016年3月，印尼苏门答腊西南发生7.8级地震，之后新加坡开始有震感。2016年6月，印尼苏门答腊6.5级地震，全新加坡确定有感受到地震的地区包括榜鹅、蔡厝港、宏茂桥、大巴窑、武吉班让、黄埔、实乞纳、马林百列、花拉公园、盛港等，只剩东部地区没有传来感受到地震的消息。
| 新加坡 | 新加坡       | 新加坡       | 新加坡       | 新加坡       | 新加坡       | 新加坡       | 新加坡       | 新加坡       | 新加坡       | 新加坡       | 新加坡        | 新加坡        | 新加坡          |
| 月份 | 1月          | 2月          | 3月          | 4月          | 5月          | 6月          | 7月          | 8月          | 9月          | 10月         | 11月          | 12月          | 全年            |
| --- | ------------ | ------------ | ------------ | ------------ | ------------ | ------------ | ------------ | ------------ | ------------ | ------------ | ------------- | ------------- | --------------- |
| 历史最高温 °C（°F） | 35.2 (95.4)  | 35.2 (95.4)  | 36.0 (96.8)  | 35.8 (96.4)  | 35.4 (95.7)  | 35.0 (95.0)  | 34.0 (93.2)  | 34.2 (93.6)  | 34.4 (93.9)  | 34.6 (94.3)  | 34.2 (93.6)   | 33.8 (92.8)   | 36.0 (96.8)     |
| 平均高温 °C（°F） | 30.4 (86.7)  | 31.7 (89.1)  | 32.0 (89.6)  | 32.3 (90.1)  | 32.2 (90.0)  | 32.0 (89.6)  | 31.3 (88.3)  | 31.4 (88.5)  | 31.4 (88.5)  | 31.7 (89.1)  | 31.1 (88.0)   | 30.2 (86.4)   | 31.5 (88.7)     |
| 日均气温 °C（°F） | 26.5 (79.7)  | 27.1 (80.8)  | 27.5 (81.5)  | 28.0 (82.4)  | 28.3 (82.9)  | 28.3 (82.9)  | 27.9 (82.2)  | 27.9 (82.2)  | 27.6 (81.7)  | 27.6 (81.7)  | 27.0 (80.6)   | 26.4 (79.5)   | 27.5 (81.5)     |
| 平均低温 °C（°F） | 23.9 (75.0)  | 24.3 (75.7)  | 24.6 (76.3)  | 25.0 (77.0)  | 25.4 (77.7)  | 25.4 (77.7)  | 25.0 (77.0)  | 25.0 (77.0)  | 24.8 (76.6)  | 24.7 (76.5)  | 24.3 (75.7)   | 24.0 (75.2)   | 24.7 (76.5)     |
| 历史最低温 °C（°F） | 19.4 (66.9)  | 19.7 (67.5)  | 20.2 (68.4)  | 20.7 (69.3)  | 21.2 (70.2)  | 20.8 (69.4)  | 19.7 (67.5)  | 20.2 (68.4)  | 20.7 (69.3)  | 20.6 (69.1)  | 21.1 (70.0)   | 20.6 (69.1)   | 19.4 (66.9)     |
| 平均降雨量 mm（） | 234.6 (9.24) | 112.8 (4.44) | 170.3 (6.70) | 154.8 (6.09) | 171.2 (6.74) | 130.7 (5.15) | 154.4 (6.08) | 148.9 (5.86) | 156.5 (6.16) | 154.6 (6.09) | 258.5 (10.18) | 318.6 (12.54) | 2,165.9 (85.27) |
| 平均降雨天数 | 13           | 8            | 13           | 14           | 14           | 12           | 14           | 14           | 13           | 15           | 18            | 18            | 166             |
| 平均相對濕度（％） | 84.4         | 82.0         | 83.4         | 84.1         | 83.5         | 81.9         | 82.3         | 82.2         | 82.7         | 83.1         | 85.7          | 86.5          | 83.5            |
| 月均日照時數 | 172.4        | 183.2        | 192.7        | 173.6        | 179.8        | 177.7        | 187.9        | 180.6        | 156.2        | 155.2        | 129.6         | 133.5         | 2,022.4         |
| 来源1：National Environment Agency (climatological reference period: 1981–2010; records: temp. 1929–2017, rainfall 1869–2017, humidity 1929–2017, rain days 1891–2017) |              |              |              |              |              |              |              |              |              |              |               |               |                 |
| 来源2：National Oceanic and Atmospheric Administration（NOAA）(sun only, 1961–1990)                                                                                    |              |              |              |              |              |              |              |              |              |              |               |               |                 |

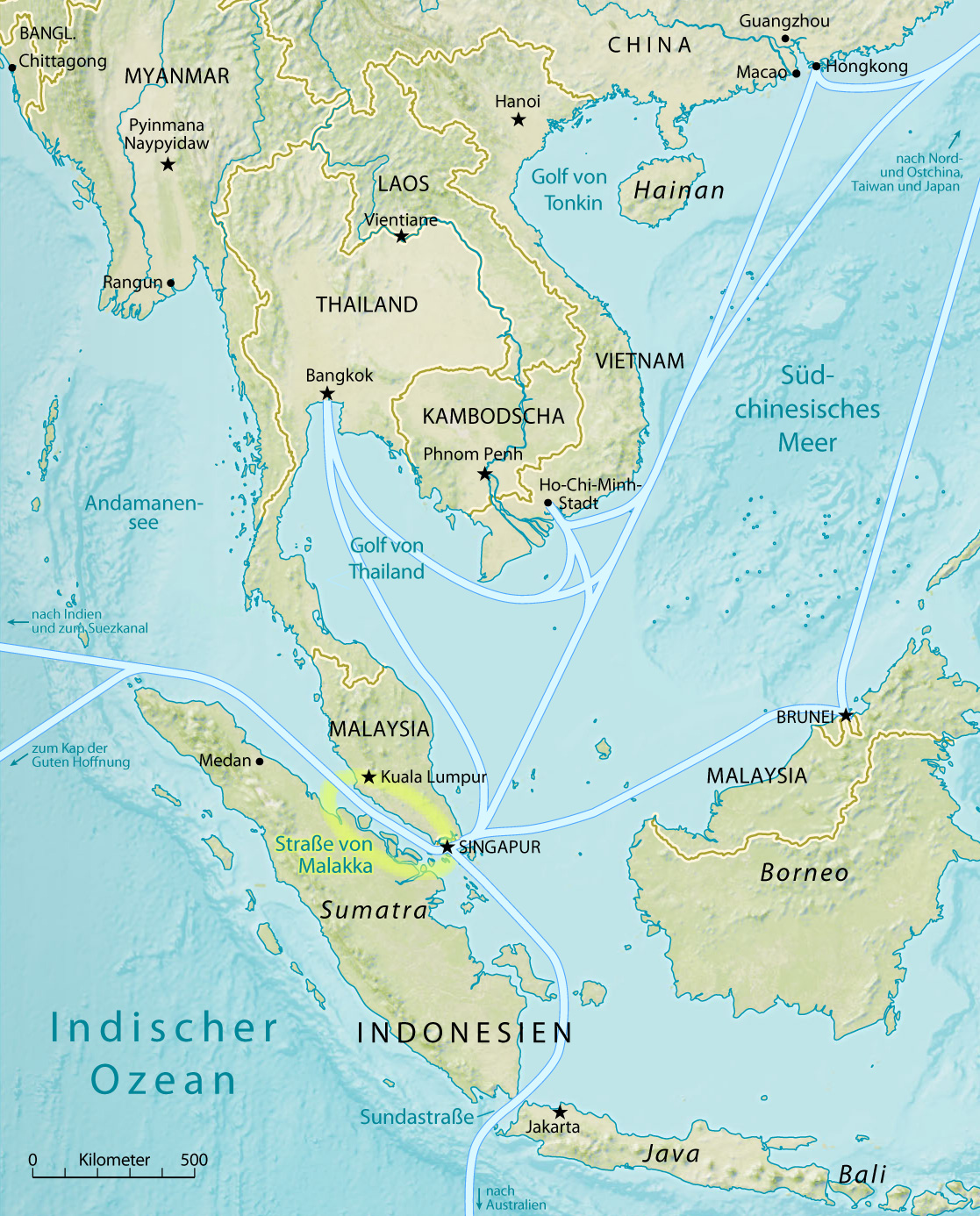
南海、印度洋的安達曼海、馬六甲海峽、巽他海峽附近主要的地形和路線圖
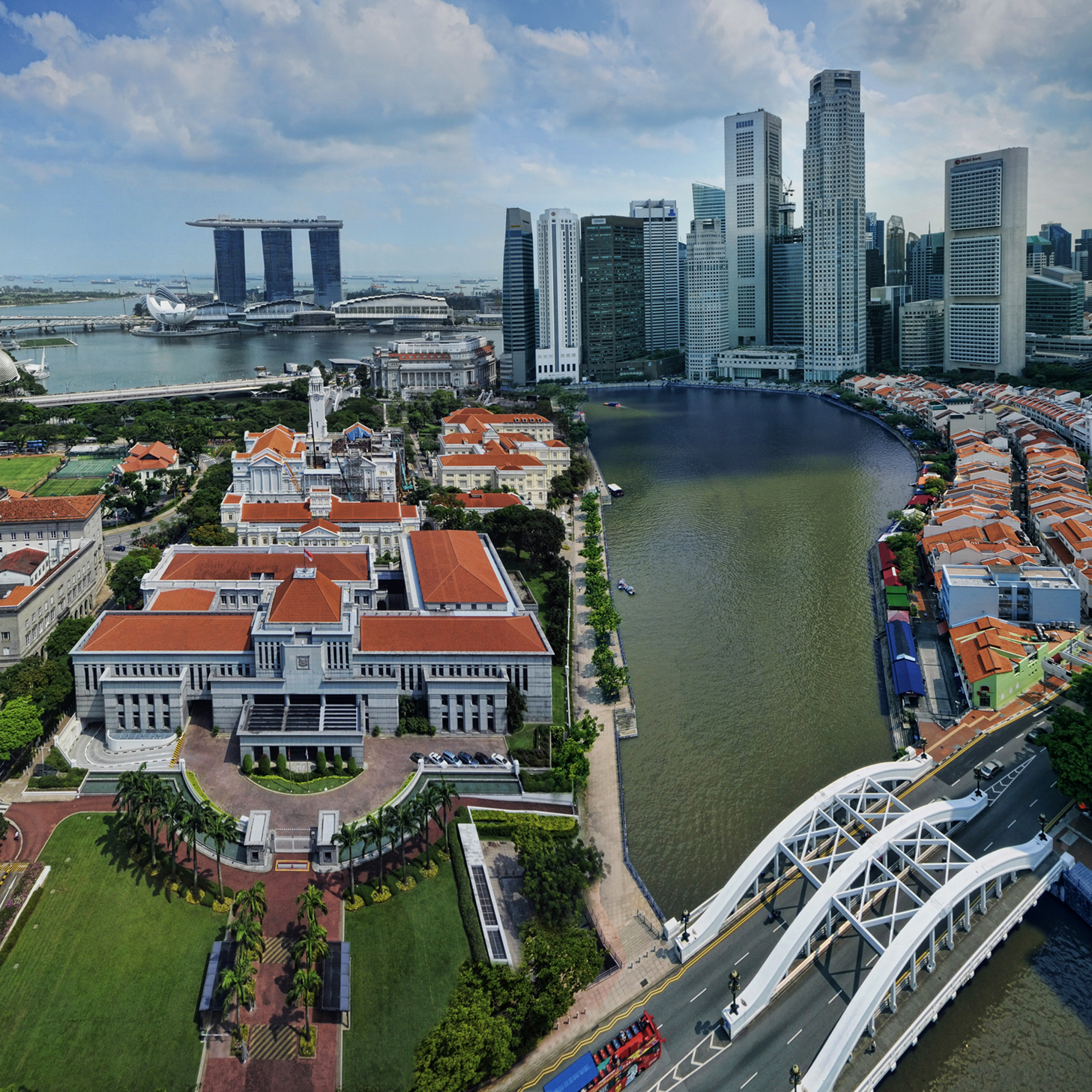
俯視新加坡河、萊佛士坊
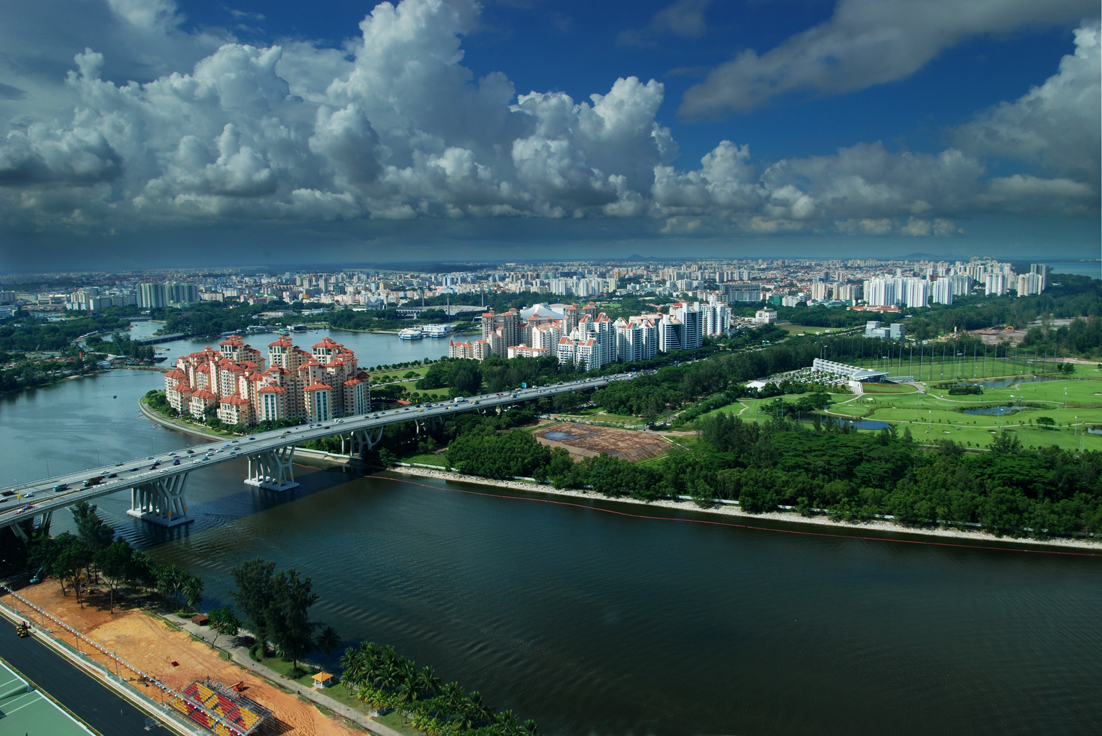
加冷河
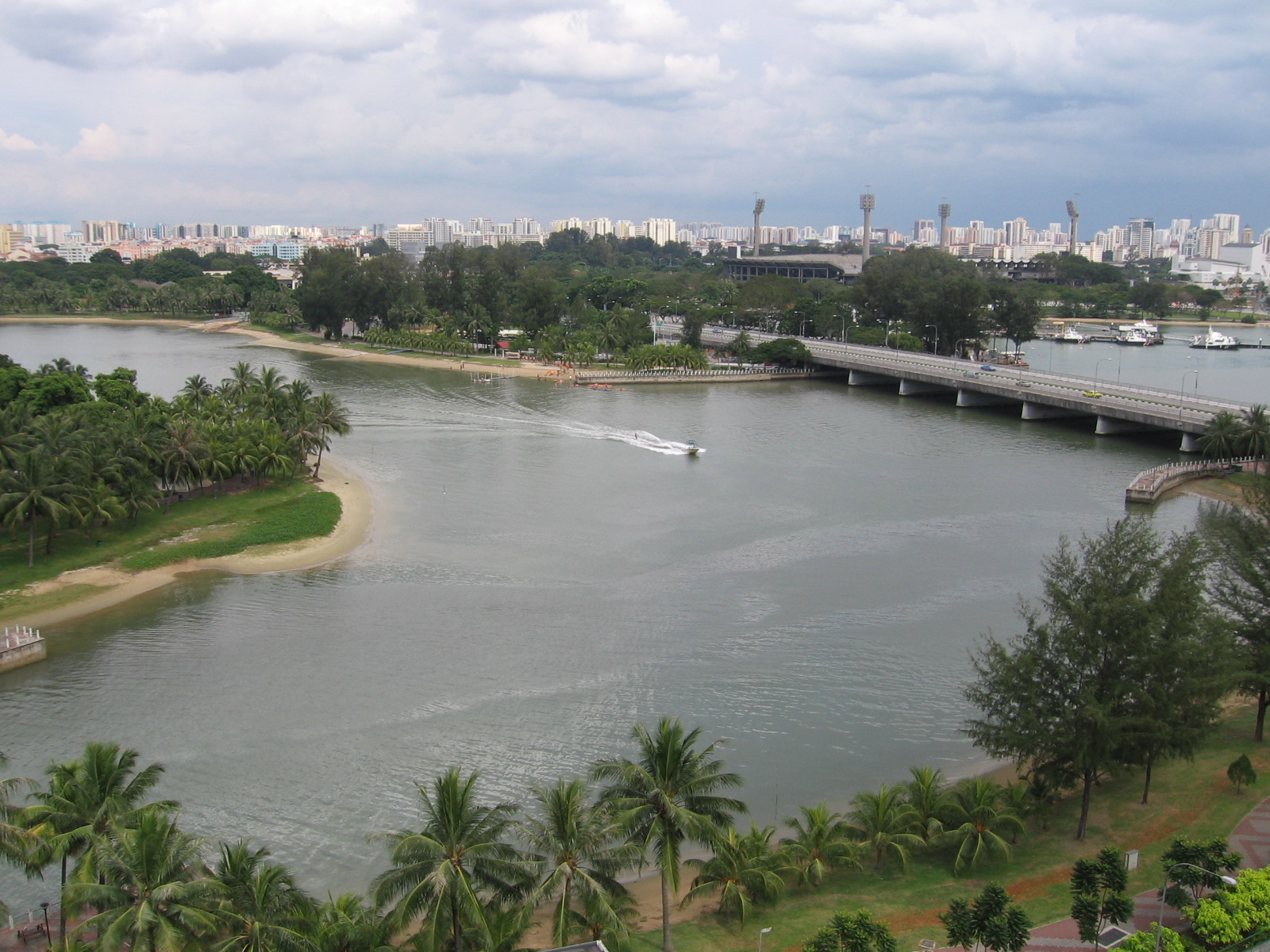
前景中的加冷河與梧槽河嘴。加冷河是多種水上運動，如滑水和水上滑板的熱門地點
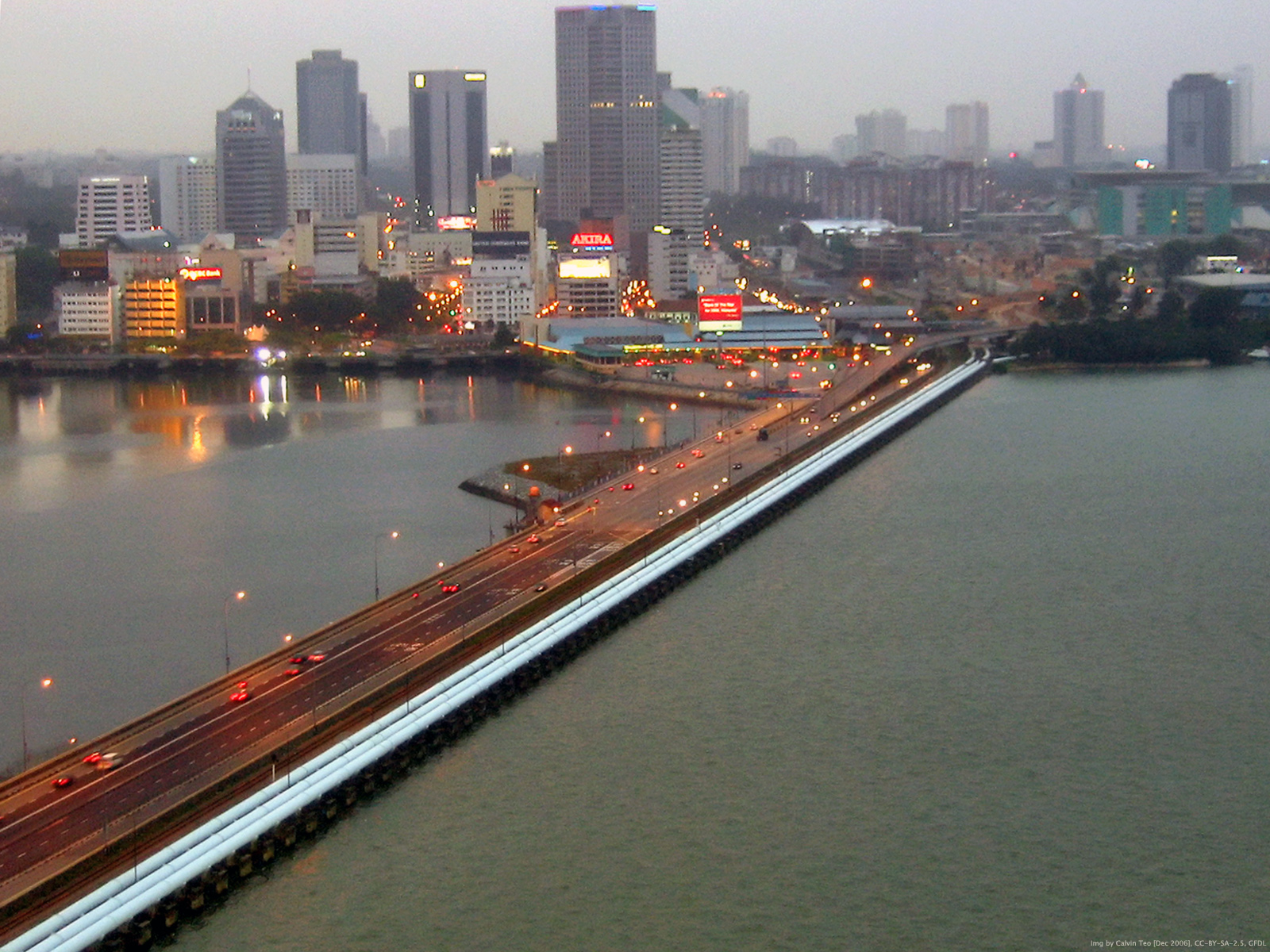
从兀蘭連接馬來西亞新山市的新柔長堤

## 文化

### 人口

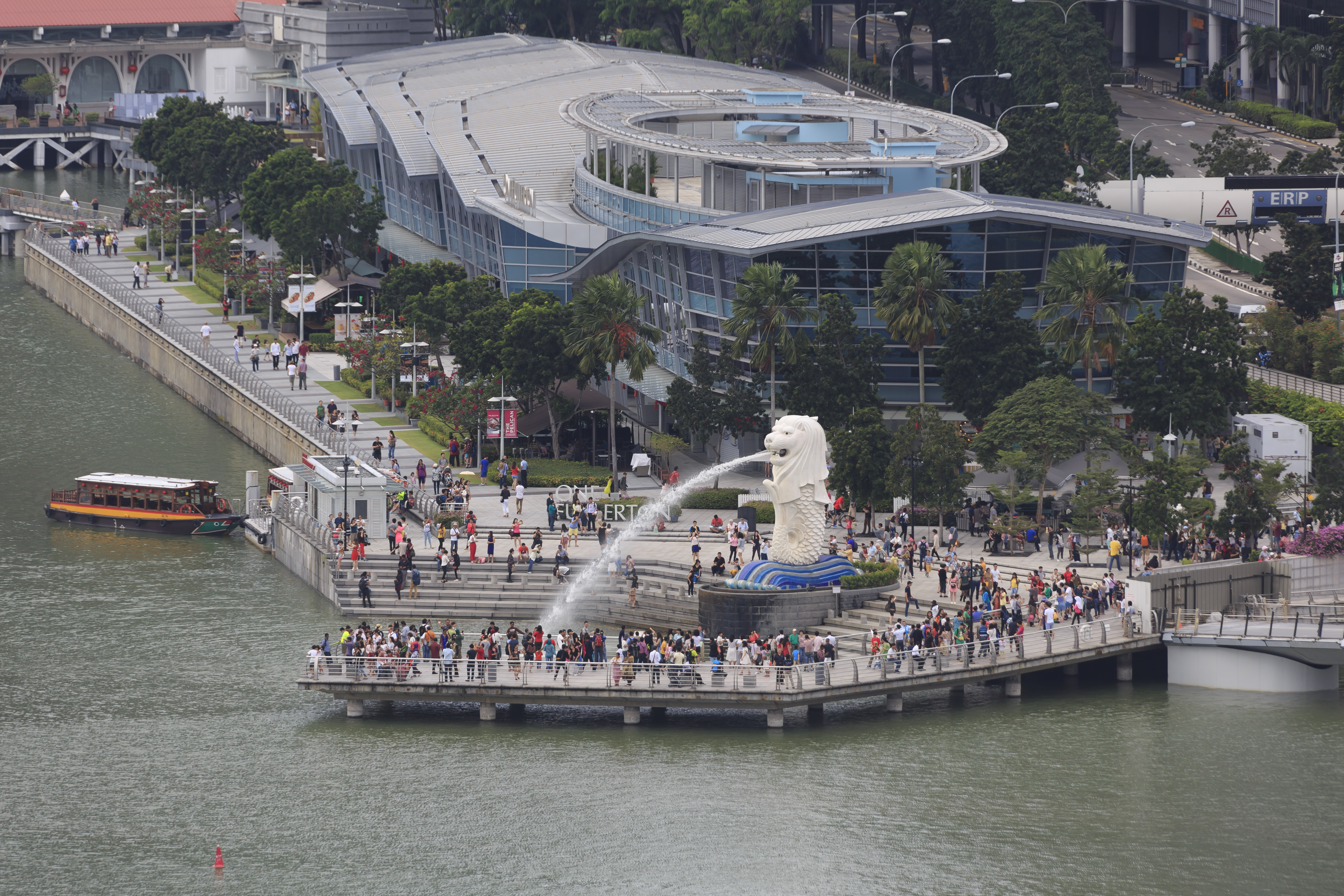
鱼尾狮公園

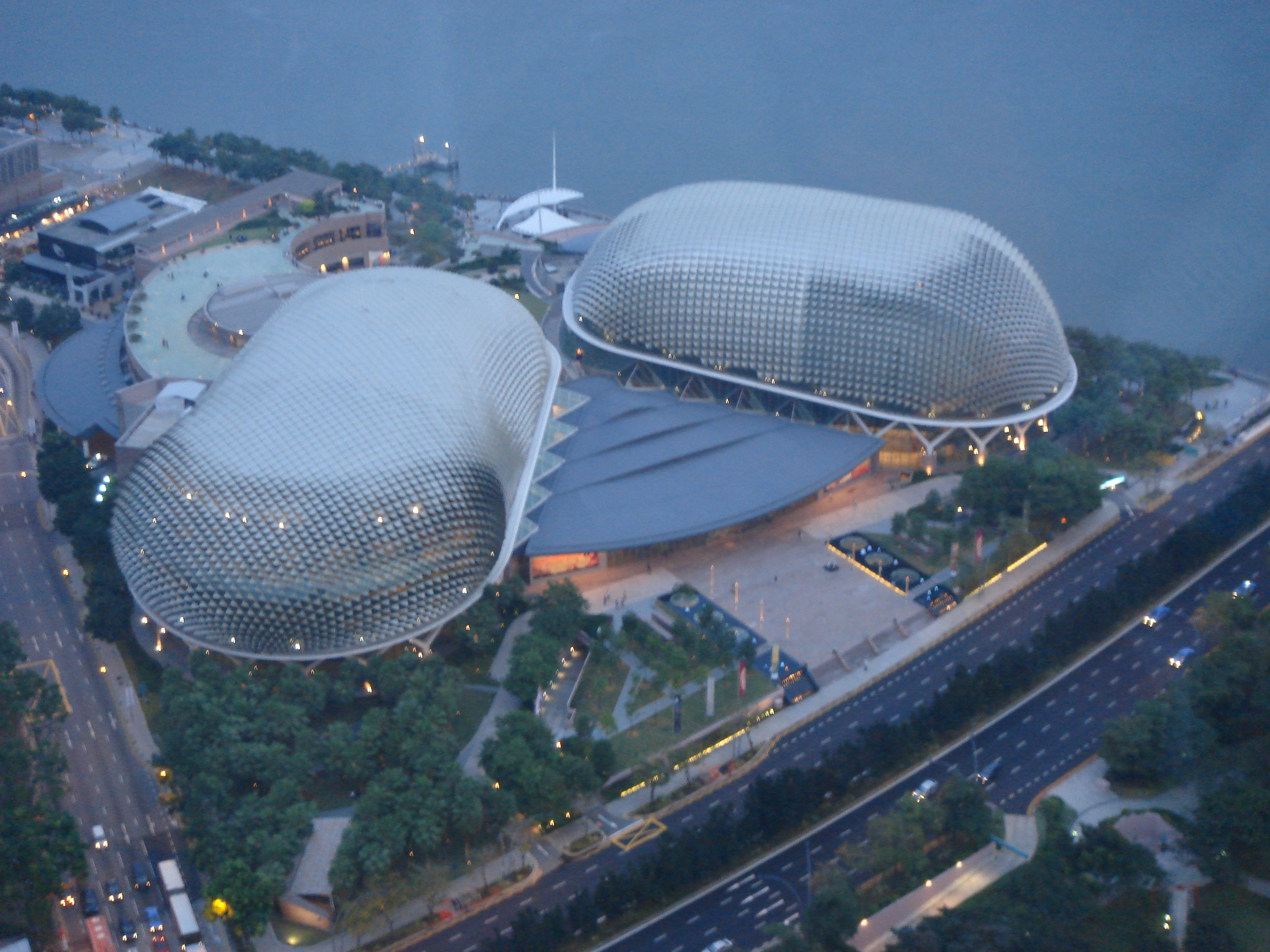
榴蓮狀的濱海藝術中心，矗立在濱海廣場的前面，空照圖

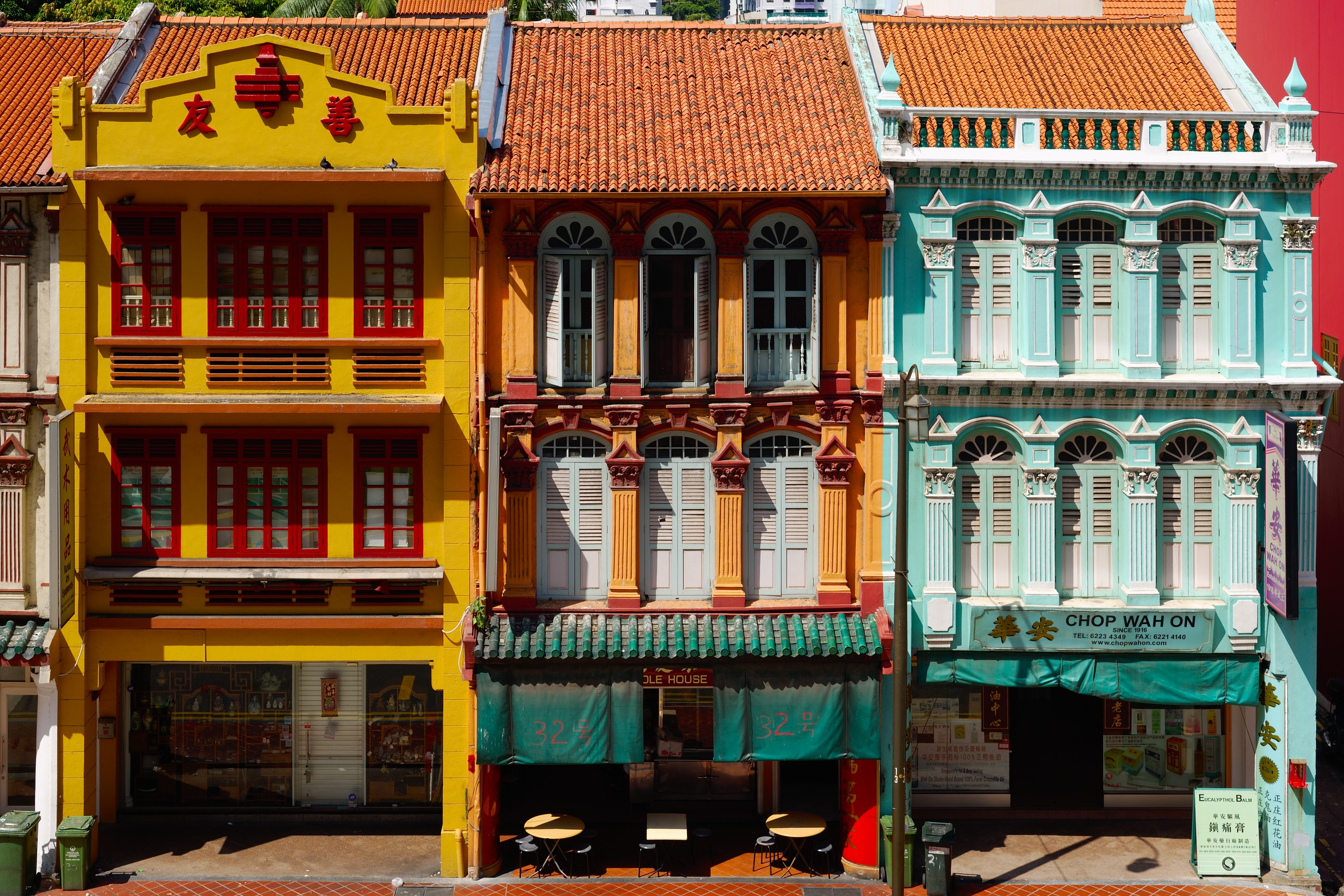
牛车水的中葡式风格店屋

新加坡是全世界人口密度第三高的國家或地区，僅次於摩納哥和澳門。
到2018年中为止，新加坡的常住人口为563.87万人，其中347.2万人（61.6%）属于本国公民，其他則屬永久居民或外籍勞工，有23%本國公民在新加坡以外地區出生，永久居民約有50萬人。
新加坡的人口年齡中位數為37歲，每戶的平均人口為3.5人，由於土地不足，約五分之四的新加坡人居住於一般稱為组屋的公共房屋（政府部份資助購買的廉價質房屋）。直至2010年，已經有四分之三的新加坡人口居住於4房或以上的組屋或私有住宅，住宅自給率則達87.2%。行動電話的普及率則高達每一千人擁有1,400支行動電話。因地狭人稠，对民众买车方面限制严格，仅約十分之一的居民擁有私家車。
新加坡的总和生育率一直處于低水平，於2012年估計每個婦女平均的生育子女數為0.78名嬰兒，小於人口置換的2.1；人口增長減緩將導致一系列社經萎縮的衝擊，為了解決此項問題，新加坡政府在過去的數十年一直鼓勵外國人民移居新加坡，而大量移民也使新加坡的人口並未減少。移民政策使該國自2023年前近十年的人口年複合增長率（compound annual growth rate）統計達到1.0%左右。於2008年時的調查發現，還有約四成的新加坡長期居民為外國移民，為比率最高的國家之一，雖然外國移民對國家經濟相當重要，外國勞動力組成了80%的建造業及50%的服務業勞動力，但民意與政府考慮限制與篩選外國勞動力。
新加坡為全世界失業率最低的國家之一，過去十年間的失業率未曾超過4%，失業率於2009年全球金融危機達到高峰，失業率為3%，在2011年降回1.9%。
在種族分布上，雖然新加坡是東亞地區以外，唯一以漢族為主體的國家，不過新加坡人除文化上認同中國傳統以外，在民族政策上則視自身為「華裔社會」佔多數的多元種族國家，而非單純是一個「華人國家」，這是因為歷史上新加坡是一個受到穆斯林鄰國包圍而突然獨立的小國，為了避免造成東南亞出現華人與外族間的衝突，在社會內部也需要讓移民得以擱置爭議先開展建設，故政府不得不開始主導基於公民民族主義的新加坡國族建構，在現實外交環境與複雜的種族問題下發展出的國家思想，其逐漸作為民族成功實踐合作的先行者。如2009年，在本地居民（本国公民及永久居民的總稱）中，華人佔74.2%，而欧亚混血人口和其他族群（包括峇峇娘惹）则佔3.2%，马来人佔13.4%，印度裔（以泰米尔人居多）佔9.2%，自二十世紀末即使開始以吸收大量移民為主的人口政策，大致上都致力維持此平衡比例不變，除將馬來民族設置原住民地位外，在華人社會內部，以往早期主張依附大中華的本土政黨也逐漸被引導向基於東南亞華裔需求的國情政綱上，發展出巫裔、華裔與印度裔移民等等各族皆視為平等的「Singaporean」（新加坡人）認同。新加坡华人的祖先大部分源自中国福建南部、广东和海南等地。

### 语言
新加坡是一个多语言的国家，其官方语言包括英语、华语、马来语、泰米尔语。
基于和马来西亚的历史渊源，《新加坡宪法》中清楚定明：马来语为新加坡的国语。自新加坡独立以来，政府一直采用英语作为不同种族社群之间的主要通行语和教学语，并将之定位成「第一语言」，新加坡宪法及法律也以英語書寫，在法院中，使用英語以外的語言也會翻譯成英語；2020年，在新加坡公民與永久居民中，五歲及以上者有接近一半的人最常用的語言爲英語；近一半的新加坡華人、約四成馬來人及約六成印度人在家中最常用英語，同時在十五歲及以上者中有約百分之十五沒有英語讀寫能力（其中以建國時期（Pioneer Generation）的長者佔大多數）。
百分之七十五左右的新加坡人能使用兩種及以上語言，大多為英語及其它官方語言，不過在流利程度上有很大的差異。由於曾经受到英国的管理，新加坡英语也多以英语为标准，新加坡式英語則介於標準英語與皮钦语之間，但政府並不鼓勵使用新加坡式英語。
新加坡曾因為在1980年代全面廢除華校制度而將原來的華校改成全英校制度，所以英语是新加坡華人的最主要语言，多數人在日常生活和家裡都會使用英语，一部分人爲了與長輩溝通，也會使用各種中國方言（主要為廣東話、客家話、閩南話等）。
自新加坡在1965年獨立建國以來，雙語教育即成為主流教育體系的基石。所有新加坡學生除以英語為主要教學語言外，還必須修讀所屬族群的「母語」課程。新加坡推行以英語為主、族群「母語」為輔的雙語教育政策是人民行動黨政府基於國家發展和族群團結所作出的必然選擇。但是，經過40多年的推動後，英語不但已成為本地強勢主導工作語言、跨族群語言、「國家語言」，更開始取代各族群「母語」，成為新加坡第一語言。
在新加坡的華人社群裏，華裔學生必須接受「英文為主，華文為輔」的雙語教育體制，在基礎教育階段修讀十至十二年的華語課程，但相對于英語應用能力，新加坡華人的華語水平卻遠遜于鄰國的馬來西亞華人，近年來更出現不斷弱化的情況。
新加坡官方使用与中国大陆一致的简体汉字。但在1969年至1979年间曾短暂拥有自己的汉字简化标准，民间以简体字为主但偶尔也会出现繁体字与简体字混用的现象。新加坡的官方文字为英文，因此公函、商务往来和其他经济业务性质的书信通常以英语为主。

## 宗教
| 新加坡宗教（2020年，15歲及以上的 新加坡公民與永久居民） | 新加坡宗教（2020年，15歲及以上的 新加坡公民與永久居民） | 新加坡宗教（2020年，15歲及以上的 新加坡公民與永久居民） | 新加坡宗教（2020年，15歲及以上的 新加坡公民與永久居民） | 新加坡宗教（2020年，15歲及以上的 新加坡公民與永久居民） |
| ------------------------------------------------------- | ------------------------------------------------------- | ------------------------------------------------------- | ------------------------------------------------------- | ------------------------------------------------------- |
| 宗教                                                    | 宗教                                                    |                                                         | 百分比                                                  | 百分比                                                  |
| 佛教                                                    | 佛教                                                    |                                                         | 31.1%                                                   | 31.1%                                                   |
| 無宗教信仰                                              | 無宗教信仰                                              |                                                         | 20.0%                                                   | 20.0%                                                   |
| 基督宗教                                                | 基督宗教                                                |                                                         | 18.9%                                                   | 18.9%                                                   |
| 伊斯蘭教                                                | 伊斯蘭教                                                |                                                         | 15.6%                                                   | 15.6%                                                   |
| 道教                                                    | 道教                                                    |                                                         | 8.8%                                                    | 8.8%                                                    |
| 印度教                                                  | 印度教                                                  |                                                         | 5.0%                                                    | 5.0%                                                    |
| 其他                                                    | 其他                                                    |                                                         | 0.6%                                                    | 0.6%                                                    |

新加坡是一个多元民族、多元文化的移民社会，也因此汇集了世界上多种宗教。
佛教為新加坡第一大宗教，其他宗教依人口多寡分別為基督宗教、伊斯兰教、儒教、道教和印度教。據新加坡官方2020年的統計結果，從2010年至2020年間，無宗教佔比增長了3.0%，伊斯蘭教佔比增長了0.9%，基督宗教佔比增長了0.6%，佛教和道教民間信仰佔比略有下降，印度教及其他信仰則仍保持相對穩定。
各宗教信仰情況大致如下：
在15岁及以上的新加坡公民及永久居民中，佛教占比为31.1%，信徒多为华人；基督宗教（包括基督新教、天主教及其他教派）占比为的18.9%，有266座教堂。新加坡最早的教堂是禧街（Hill Street）的亚美尼亚教堂（Armenian Church）和圣安德烈路的圣安德烈教堂；伊斯兰教占比为15.6%，具有马来西亞或巴基斯坦血统的民众基本为穆斯林，另外也有一部分印度血统的穆斯林，全国现共有穆斯林约34.8万人，并建有清真寺约80座，其中较为著名的有花蒂玛清真寺和苏丹清真寺；道教占比为8.8%，信徒基本上为华人；印度教占比为5.0%，教徒超过17万人，基本上是印度族裔，寺庙约共22座。华人的无宗教占比在各族裔中相对最高，另外有少量马来人及印度族裔的无宗教者。
据统计，80%的新加坡人有宗教信仰。相对以上主要宗教而言，其他宗教人数较少，在15岁及以上的新加坡公民及永久居民中一共只有两万余人。锡克教是19世纪从印度传入的，在新加坡有7间锡克庙，如奎因街的锡克庙等，教徒主要是锡克族警察、保安员。犹太教在新加坡有两个会堂。拜火教在新加坡则没有庙宇。
新加坡宪法保障宗教自由，但对少数宗教派系（如耶和华见证人）仍有所禁制。该教教徒曾因反对兵役获罪。

## 经济

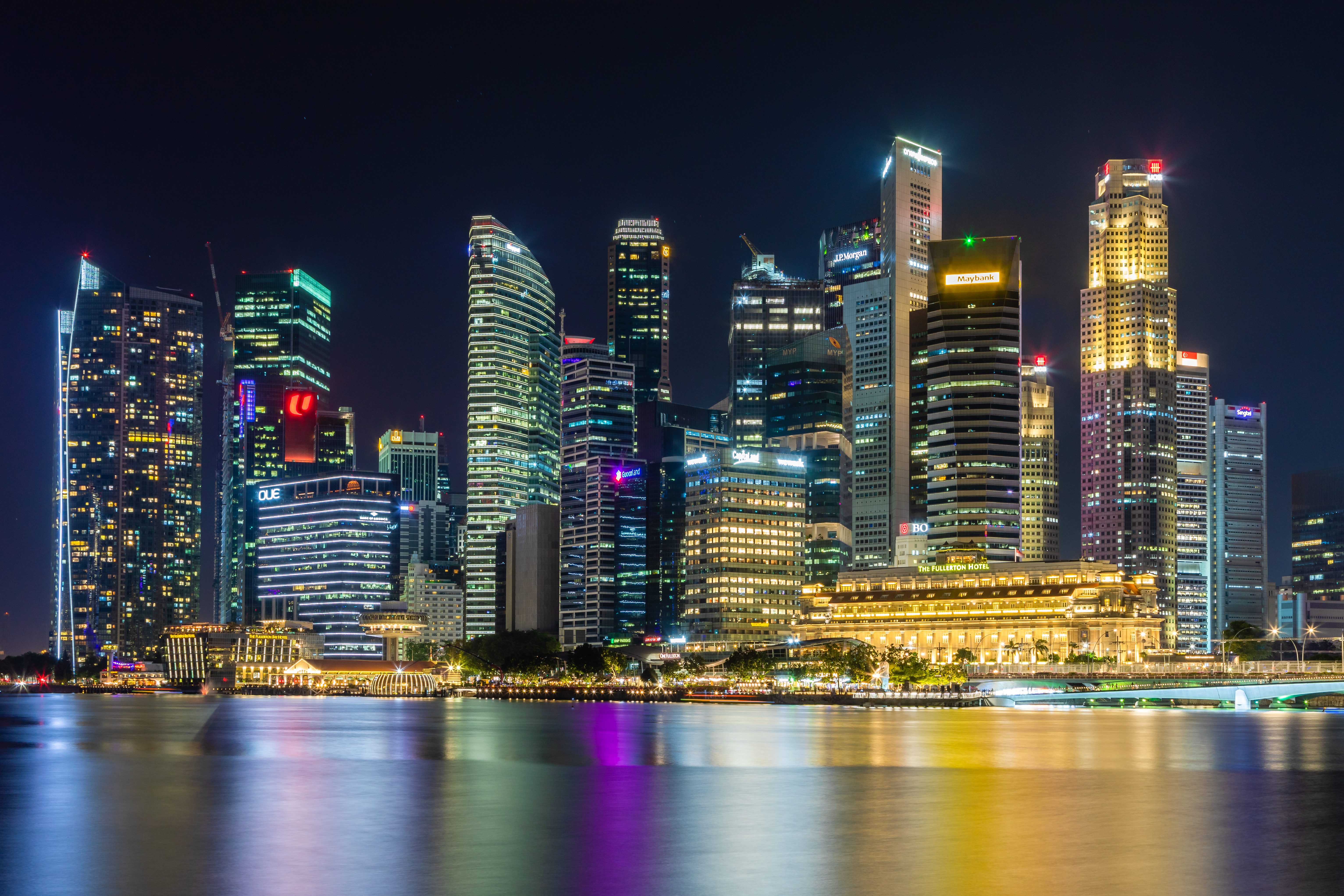
新加坡市中心天际线

新加坡拥有高度发达的市场经济體系，得益於其優越的地理位置、先进的基础设施、高素質的就業人口、較低的税率、完善健全的制度、廉洁高效的政府，新加坡已成爲世界上最具競爭力的經濟體之一。
在1965年獨立以前，新加坡為英國海峡殖民地的首都，是英國當時於東南亞最主要的海軍基地，新加坡海軍基地擁有當時世界最大的乾船塢。隨著1869年蘇伊士運河開通，帶動全球貿易迅速成長，新加坡成為世界主要貿易據點，新加坡港也成為世界最繁忙的港口之一。自從馬來西亞獨立後，新加坡政府始得以自由主導經濟發展方向，外商直接投資、李光耀、吴庆瑞及荷兰经济学家阿爾伯特·魏森梅斯的國家主導經濟政策刺激了經濟成長。使之逐渐发展成为新兴的已開發國家，并因此被誉为「亚洲四小龙」之一。
新加坡產業多元，以電子、石化為主的製造業，以及金融、貿易為主的服務業為其主要產業。
電子產業是新加坡的製造業支柱，新加坡是全球第二個進入半導體代工行業的國家，被稱爲亚洲半導體桥头堡，至今仍是全球半導體製造重鎮，擁有超過60多家半導體公司及多家全球半導體巨頭的地區總部和生產基地，占全球晶圆制造产能的5%，及全球半导体设备市场約兩成份额。
石化產業是新加坡另一個傳統產業，新加坡是世界上极少数不干预石油行业的国家，利用毗鄰马六甲海峡的優勢，大力發展石油煉化行業，由過往的石油運輸中转站，一躍成為全球三大石油贸易和炼油中心之一，炼油加工能力和规模位居世界領先地位。
新加坡因本地市場狹小而高度依賴國際貿易，是世界首个出台簡化國際貿易流程的“国家单一窗口”政策的國家，與30多个贸易伙伴建有广泛的自由贸易协定，是東南亞的對外貿易門戶、全球贸易的主要物流枢纽。
新加坡也是亚洲首屈一指的國際金融中心、外汇交易市场和财富管理中心，金融業在新加坡經濟所占比重也逐漸提高，2022年，新加坡超過區内其他競爭對手，成爲全球第三大、亞洲最大的國際金融中心。
新加坡是亞洲的商業中心之一，是眾多跨国企业進入東南亞市場乃至亚太地區的門戶，超过3500家企業在新加坡成立區域总部。新加坡也是亞太地區最熱門的休閑和商務旅游目的地之一，新加坡政府為开发旅游业，不惜斥巨資重建最受歡迎的旅游點圣淘沙，又引入新加坡環球影城、F1新加坡大獎賽，根据IAEM（国际展览管理协会）的排名，新加坡举办的国际展会规模和次数连续多年稳居全球第五、亚洲第一，UIA（国际协会联盟）连续多年将新加坡评为“亚洲最佳会展城市”。平均每年有40多万国际游客赴新加坡参加4000多个国际性会议和展览。
另外，由新加坡財政部全资拥有的淡马锡控股公司是世界上最著名的国有控股公司之一。

## 交通
新加坡坐擁在佔據全球海運量超過四分之一的麻六甲海峽，該路徑在世界地理的重要性僅次於南海（約30%），因此交通便利，居于中国、东盟和印度等亞太地區重要经济体的几何中心，是世界连通性最强的国家之一。新加坡与全球600多个港口实现了通航，以新加坡为圆心，7小时飞行圈覆盖全球超过40亿人口，並在袋鼠航線市場中有著重要的位置。

### 航空
目前，新加坡拥有5个机场，其中樟宜机场及实里达机场是国际民航机场，另外還有巴耶利峇空军基地、三巴旺空军基地及登加空军基地3个軍用機場。
樟宜机场也是东南亚乃至全世界最繁忙的机场之一，也是亚洲最繁忙的5个机场之一，以及澳紐至欧洲的袋鼠航线的最重要的一个中途站，並被评为全世界最舒适的机场之一。

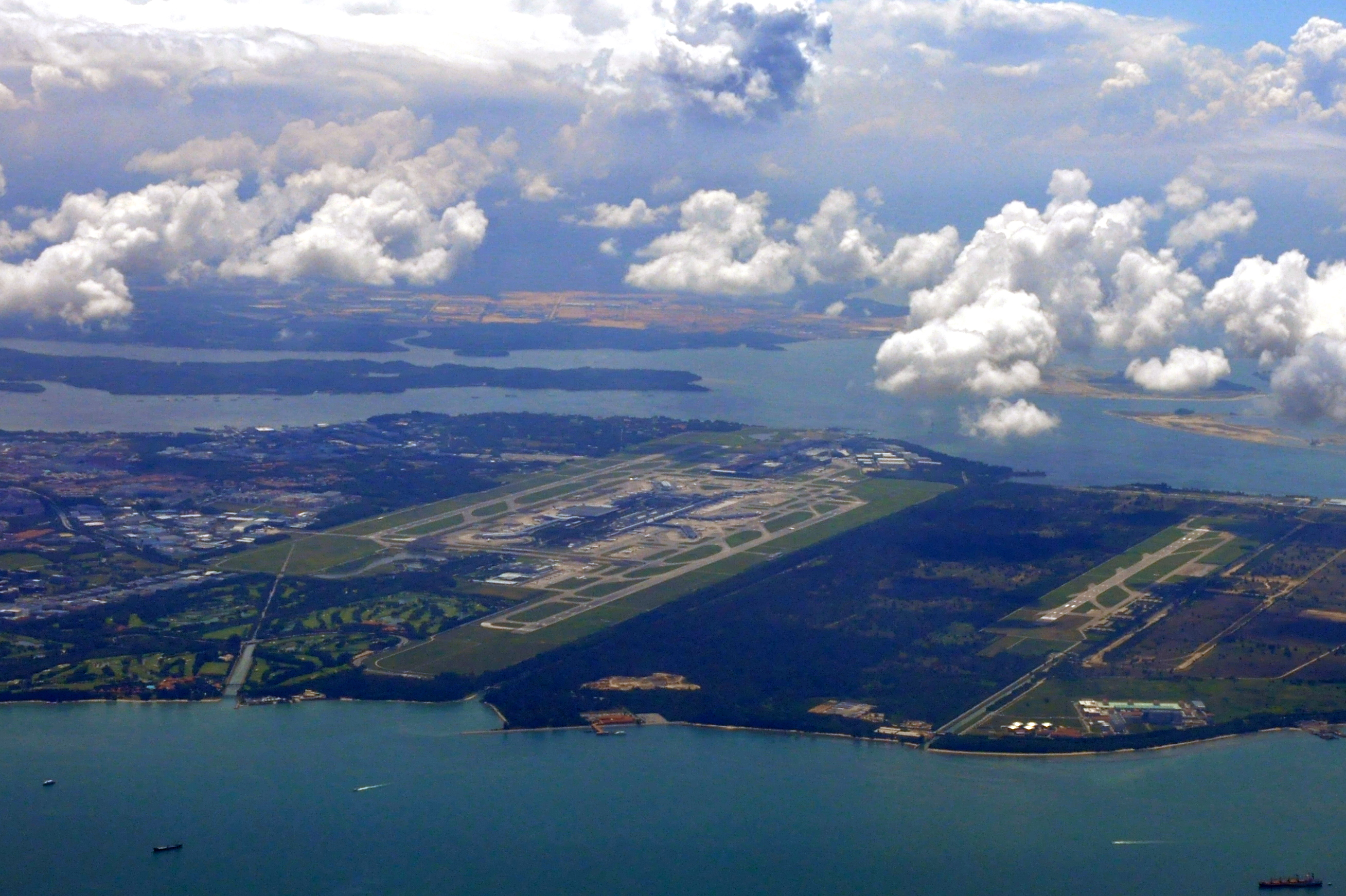
樟宜機場鳥瞰

此外，新加坡北部的实里达机场提供专门连接邻近国家的旅游景点的定期航班、团体包机或接待私人飞机。在2005年，当局计划擴展跑道到2000米，以接待波音737级数的客机，它是新加坡第一个国际民用机场。
巴耶利峇空军基地，拥有一条长达3780米的跑道，允许外国空军到访时使用；据了解，美国空军经常在此空军基地停留。

### 港口

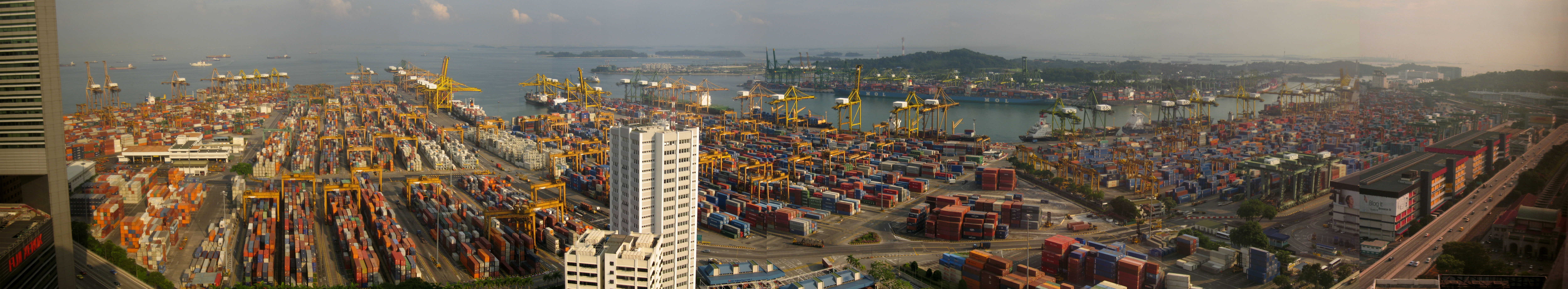
新加坡港，背景為聖淘沙島

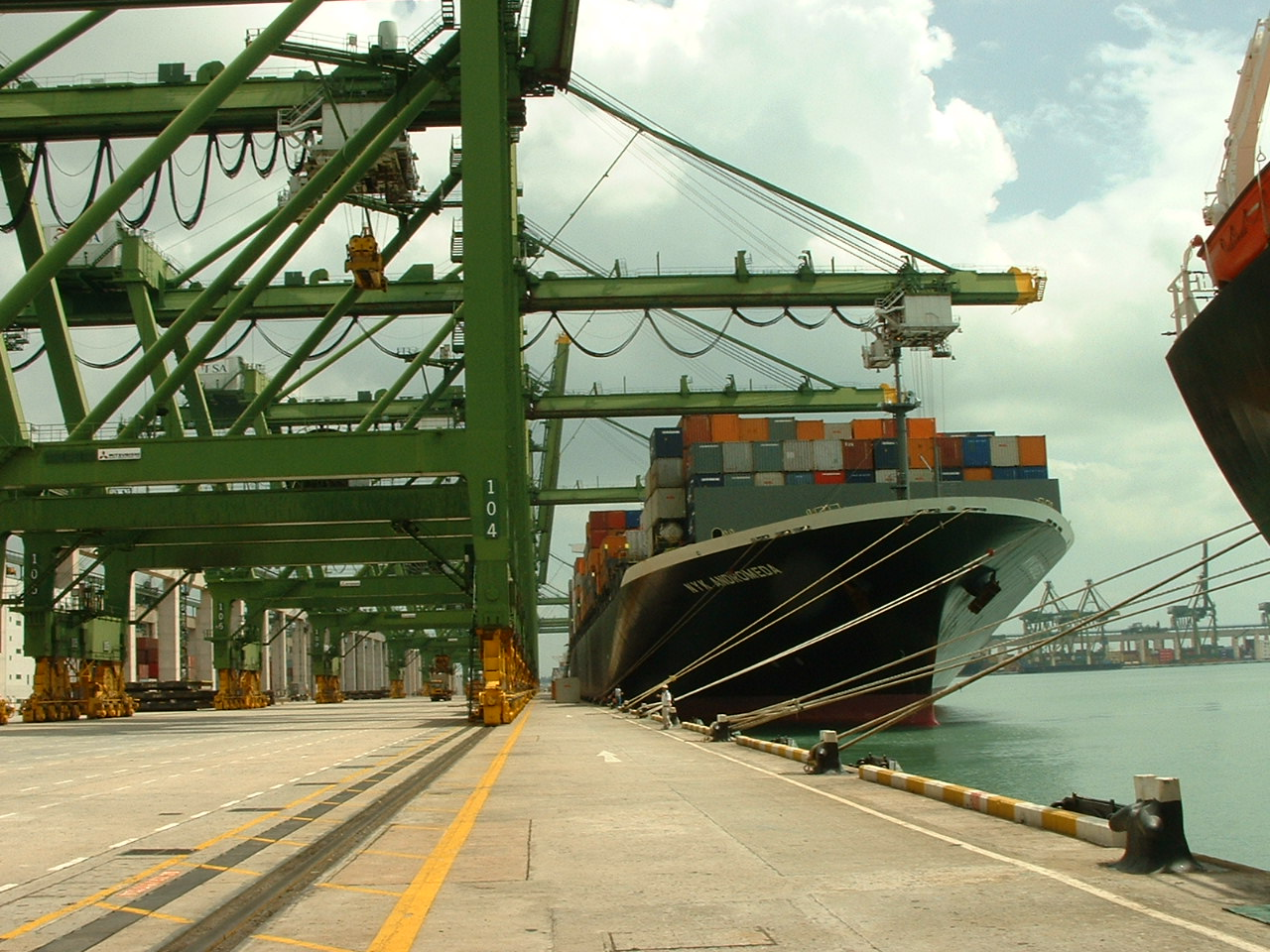
新加坡港船只装卸集装箱

### 公共運輸
新加坡公共交通发达，以地铁、巴士、輕軌与計程車为主，也有渡輪和水上計程車，目前开通了6条地铁路线和3條輕軌路线，巴士路线超過300條，由4家公司经营，分别为新捷运，SMRT巴士、易塔通和前進新加坡。
兀蘭火車關卡是馬來亞鐵道城際鐵路目前最南端的車站，由馬來亞鐵道公司特許經營，提供往返新山中央車站的「地不佬接駁列車」（Shuttle Tebrau）短程列車服務。

地铁
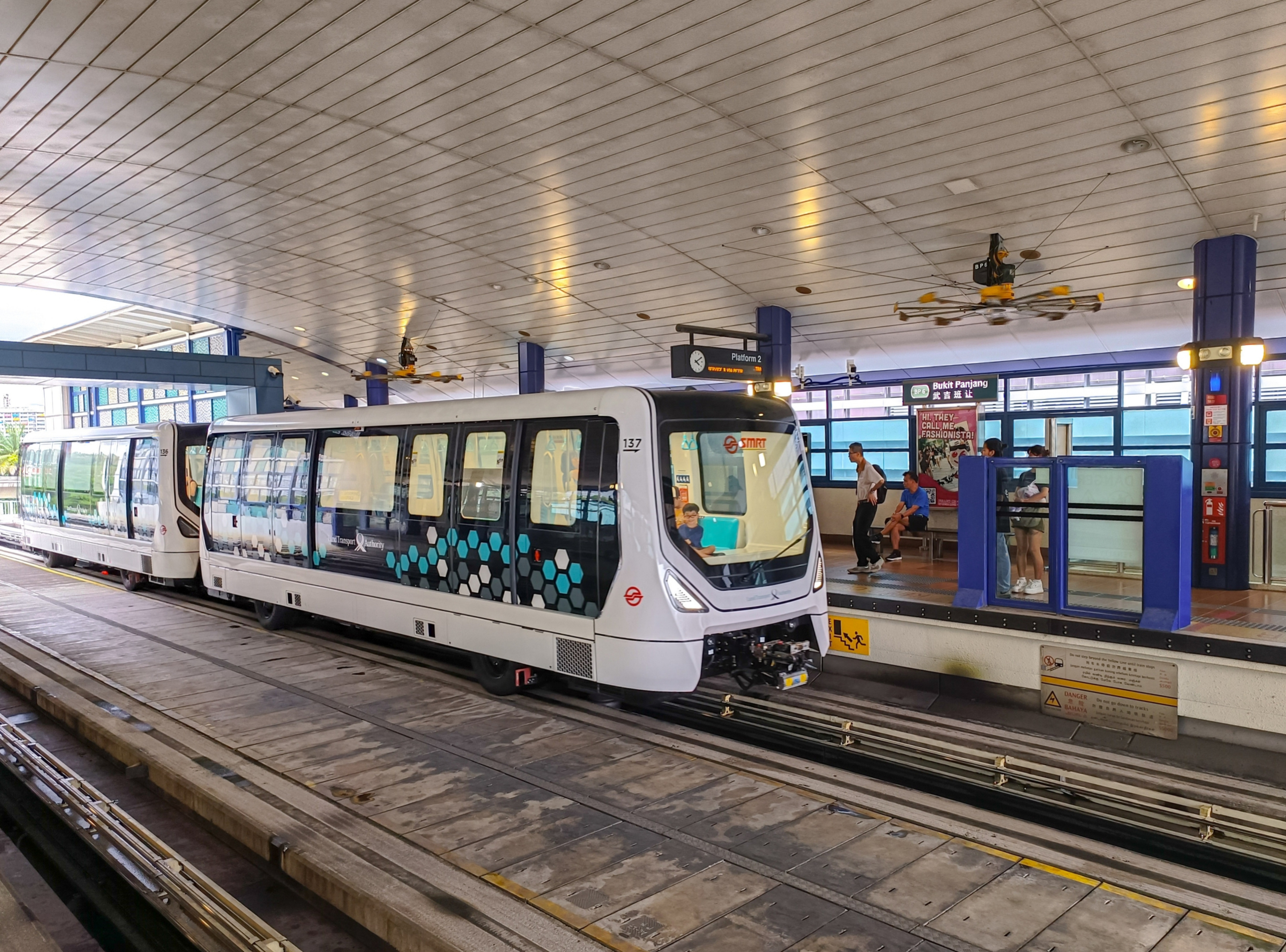
輕軌
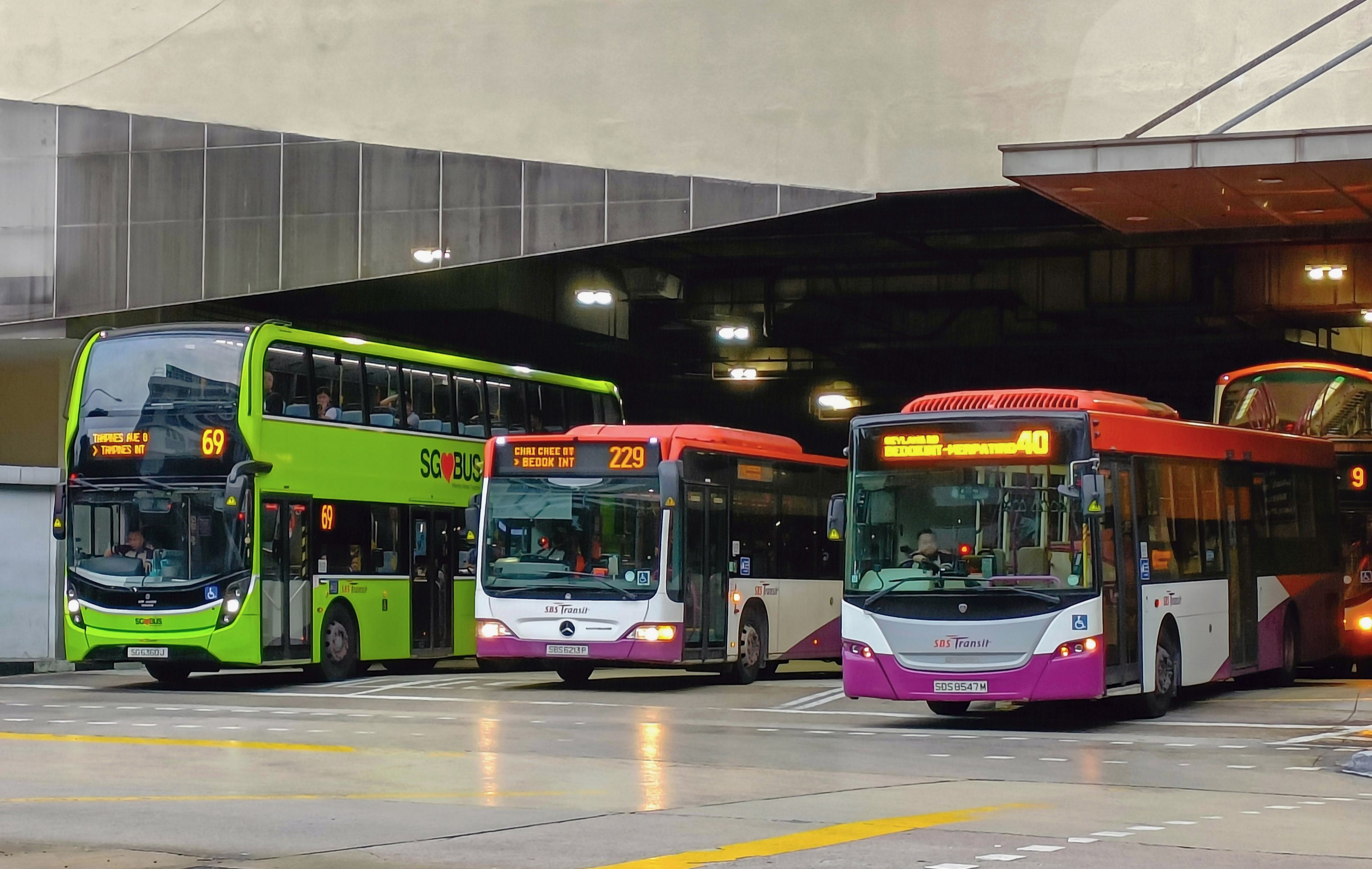
巴士

### 公路
新加坡本岛的公路完善，目前拥有10条高速公路贯穿全岛。新加坡的高速公路分别为泛島高速公路、東海岸公園大道、武吉知馬高速公路、亞逸拉惹高速公路、中央高速公路、淡濱尼高速公路、實里達高速公路、克蘭芝高速公路、加冷—巴耶利峇高速公路、濱海高速公路以及建设中的南北交通廊道。
由於公共交通发达，私家车在新加坡的使用率不高，但在新加坡购买私家车首先須要竞标取得数量有限的拥车证，1990年開始的個人拥车制度，抽籤的价格高達3到10万新币，有效期僅为十年，一張拥车证持有人仅限配一辆车，還不考慮其他牌照與保險費用。
从2020年1月1日开始，全新加坡的车辆数量總數上限暫定為95萬輛（人車比約6：1），新加坡的新拥车证發放数量等同于二手车处理的数量，未來一段時間将控制在一个不再增长的范围之内，此外由於基础设施的发达，意味着使用成本的增加，车主购买车之后每月缴纳的各项基础设施使用费也相当高，购买私家车，如果仅一人使用，低使用度也就面临更高的边际成本。
另一方面，新加坡也是全球第一个采用电子道路收费系统的国家，在进入市中心的道路上架设自动电子收费系统，在高峰时段进入市中心的车辆将自动付费。
由于购买私家车的成本太高，再加上完善、方便的公共交通网络，使得大多数新加坡人选择不购买汽车，这也有效地解决了其他都市普遍存在的交通堵塞问题。另一方面，電動車在熱帶城市地區有不少使用優勢，又無排放環保，政府罕見給予這類車輛稅費減免，當前只要解決充電問題，正在新加坡加速普及中，預計2040年完全淘汰掉燃油車。

## 住宅

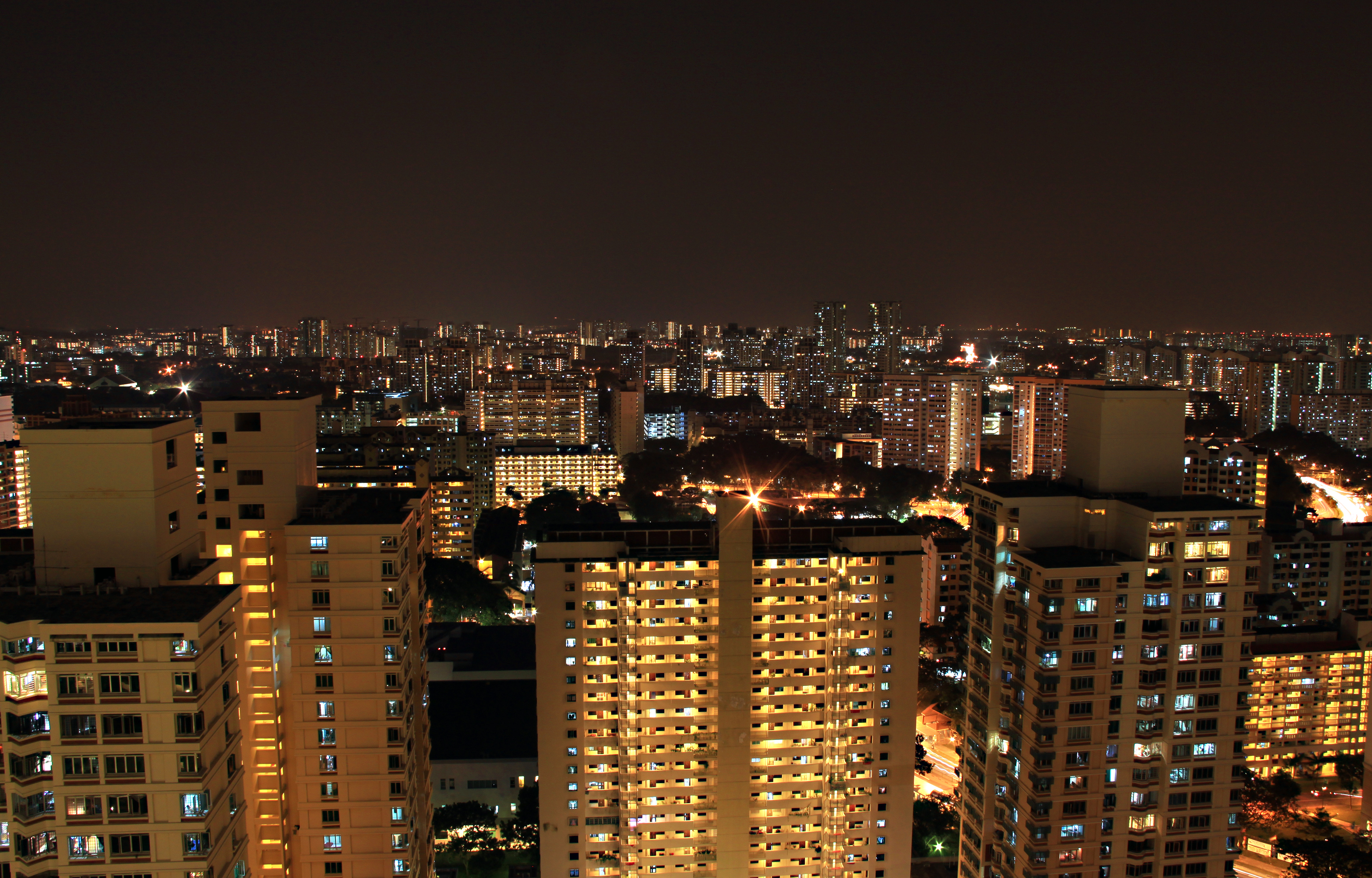
在大巴窯（Toa Payoh）組屋建築（夜景）

在住房方面，84%的新加坡人口居住在由政府（建屋发展局HDB）建造的组屋中（即公共住宅）。因为“居者有其屋”的要求，所以组屋的价格保持低价，能够让每一个新加坡人负担的起。政府提供购买组屋津贴，也让更多的新加坡人能够有房可住。组屋分新组屋（BTO）和转售组屋（Resale）。新组屋BTO只有新加坡公民才可以申请购买。购买也需具备相应的条件，比如35岁以下不能单人购买，35岁以上个人只能购买2房式BTO。转售组屋没有限制，但是仍然只有公民和新加坡永久居民（PR）。永久居民购买最新政策：必须是两人，均属于永久居民，并且永久居民的年限超过3年。购买的区域对于不同族群有一定居住数量上限的要求。超过上限，无法购买。组屋之外最多人居住的是共管式公寓和私人公寓。私人公寓属于私人性质的住宅楼房，物业管理公寓居住者自行解决。共管公寓5年之内，物业管理归HDB新加坡建屋局，5年之后和私人公寓相同，并按照私人公寓的方式处理和买卖。首次买卖仅限新加坡公民。此外还有少部分的排屋，独立或半独立洋房，按照地契限制，大部分只开放新加坡公民购买。
唯有大士没有住宅区。（纯工业区）

## 教育
| 15歲以上最高學歷（2005年） | 15歲以上最高學歷（2005年） | 15歲以上最高學歷（2005年） | 15歲以上最高學歷（2005年） | 15歲以上最高學歷（2005年） |
| -------------------------- | -------------------------- | -------------------------- | -------------------------- | -------------------------- |
| 最高學歷                   | 最高學歷                   |                            | 比例                       | 比例                       |
| 未受教育                   | 未受教育                   |                            | 18%                        | 18%                        |
| 小學教育                   | 小學教育                   |                            | 45%                        | 45%                        |
| 中學教育                   | 中學教育                   |                            | 15%                        | 15%                        |
| 後中學教育文憑             | 後中學教育文憑             |                            | 8%                         | 8%                         |
| 學位                       | 學位                       |                            | 14%                        | 14%                        |

新加坡很重视教育，教育部是仅次于国防部的第二大财政开支部门，新加坡奉行精英教育，教育制度类似英国式制度，除了各语文类科外，均以英语为媒介语言。一般修读完十到十一年的中小学后能选择到初级学院、高中或理工学院就读，前两者半数以上能升上国内大学。新加坡有五所理工学院与三所大专学府，其中新加坡国立大学与南洋理工大学都是亚洲颇具盛名的学府。由於採用英國式教育系統，因此不少學生亦選擇前往英國或澳洲升學，學校亦能直接協助学生以UCAS系統申請英國院校。
新加坡每年吸引不少来自中国和马来西亚等地的留学生前来升学，令该国成为亚洲的区域教育枢纽。

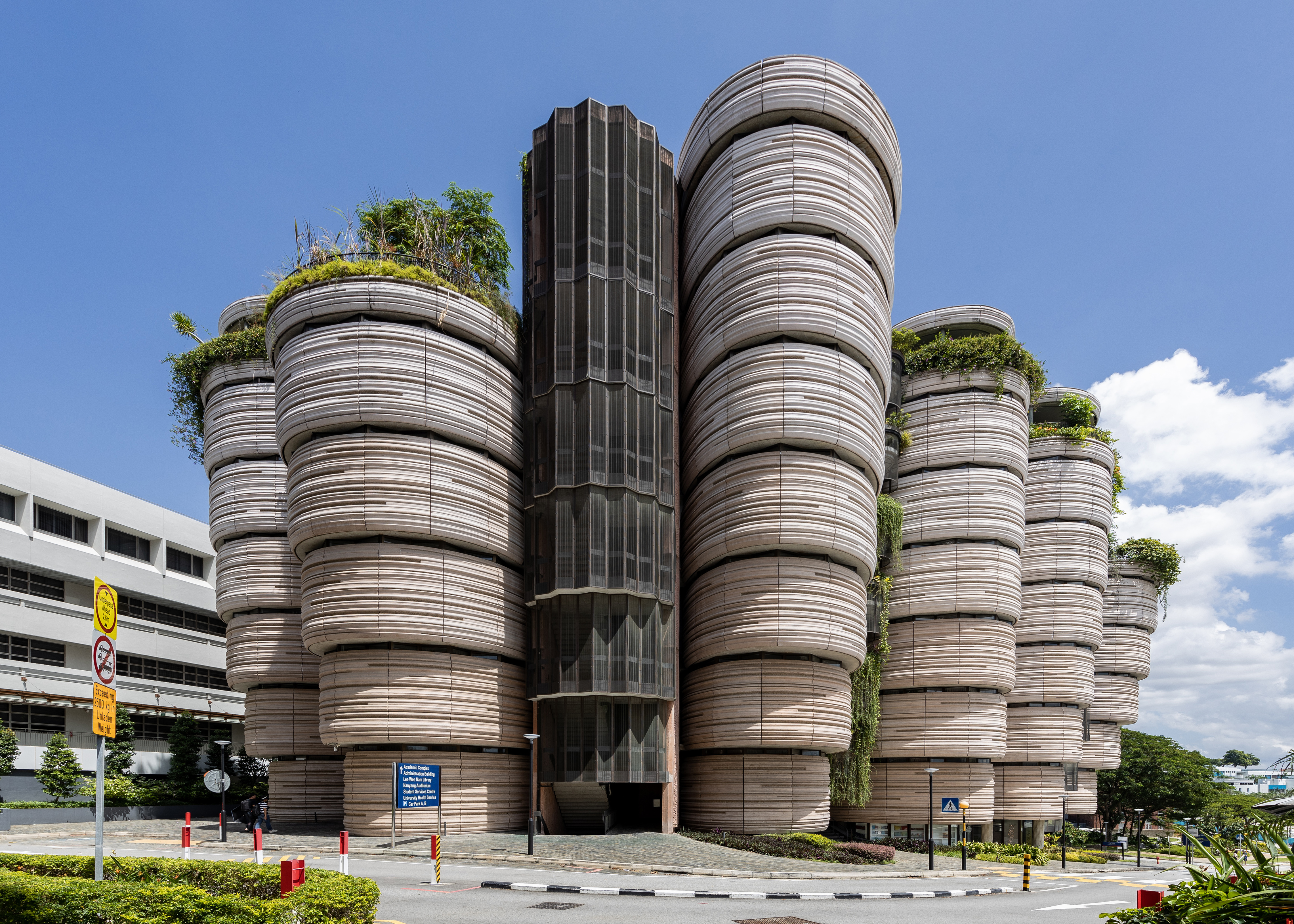
南洋理工大学

新加坡教育制度常被批评为过分依赖制式教材，不鼓励个人独立思想空间，强调以考试方式来区别学生素质（升学至上主义），贬低其他的学习方式及职业的贡献，新加坡本土电影《小孩不笨》即以讨论该制度可能扼杀其他新加坡各类型人才发展，及因个人无独立思考的习惯将无法回应社会变迁挑战为电影主题。

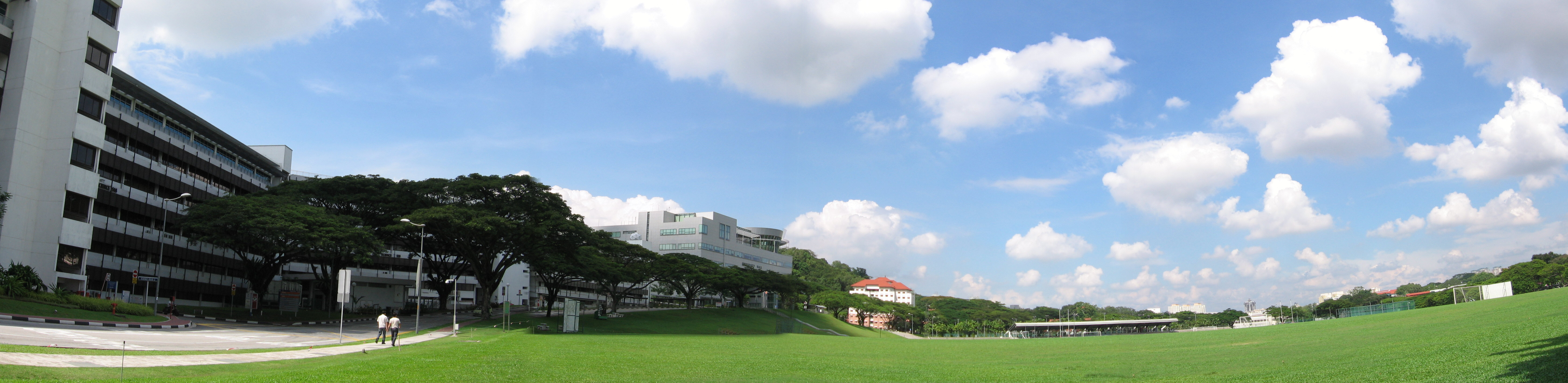
新加坡国立大学
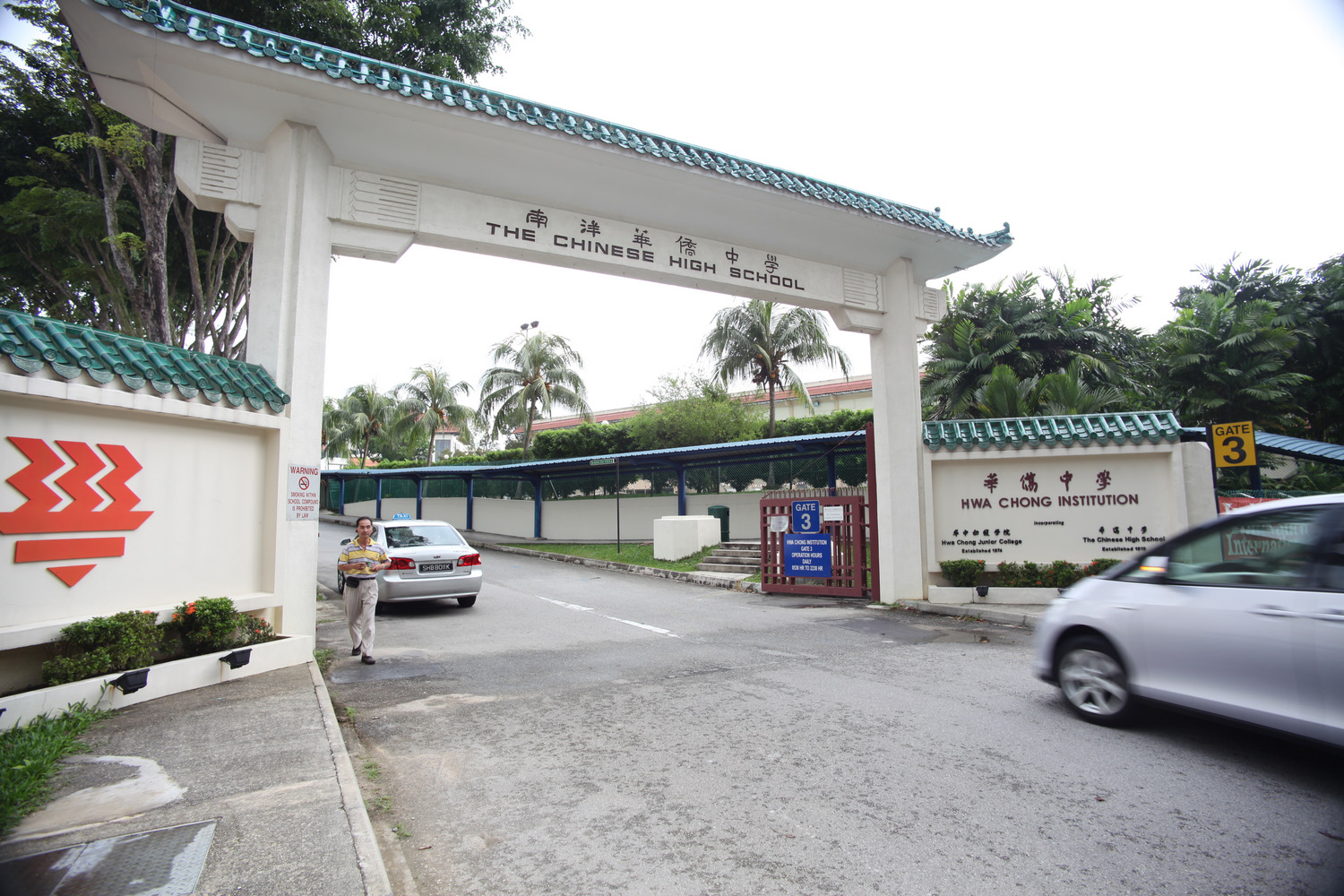
南洋华侨中学校门

## 体育
新加坡休闲体育设施完善，民眾愛好足球，在各大集選區都設有專業的足球場。在足球方面，新加坡自1996年起设有新加坡職業足球聯賽，其国家队也曾三度获得東南亞足球錦標賽冠军，并在海外体育赛事（如英超联赛）拥有广泛支持者。另外，新加坡體育城包含原址位於舊的新加坡國家體育場，而新的新加坡國家體育場是一座位於新加坡加冷（Kallang）的半开放巨蛋式體育場，於2014年4月啟用，可容納55,000人。那是未來為新加坡國家足球隊的新主場。

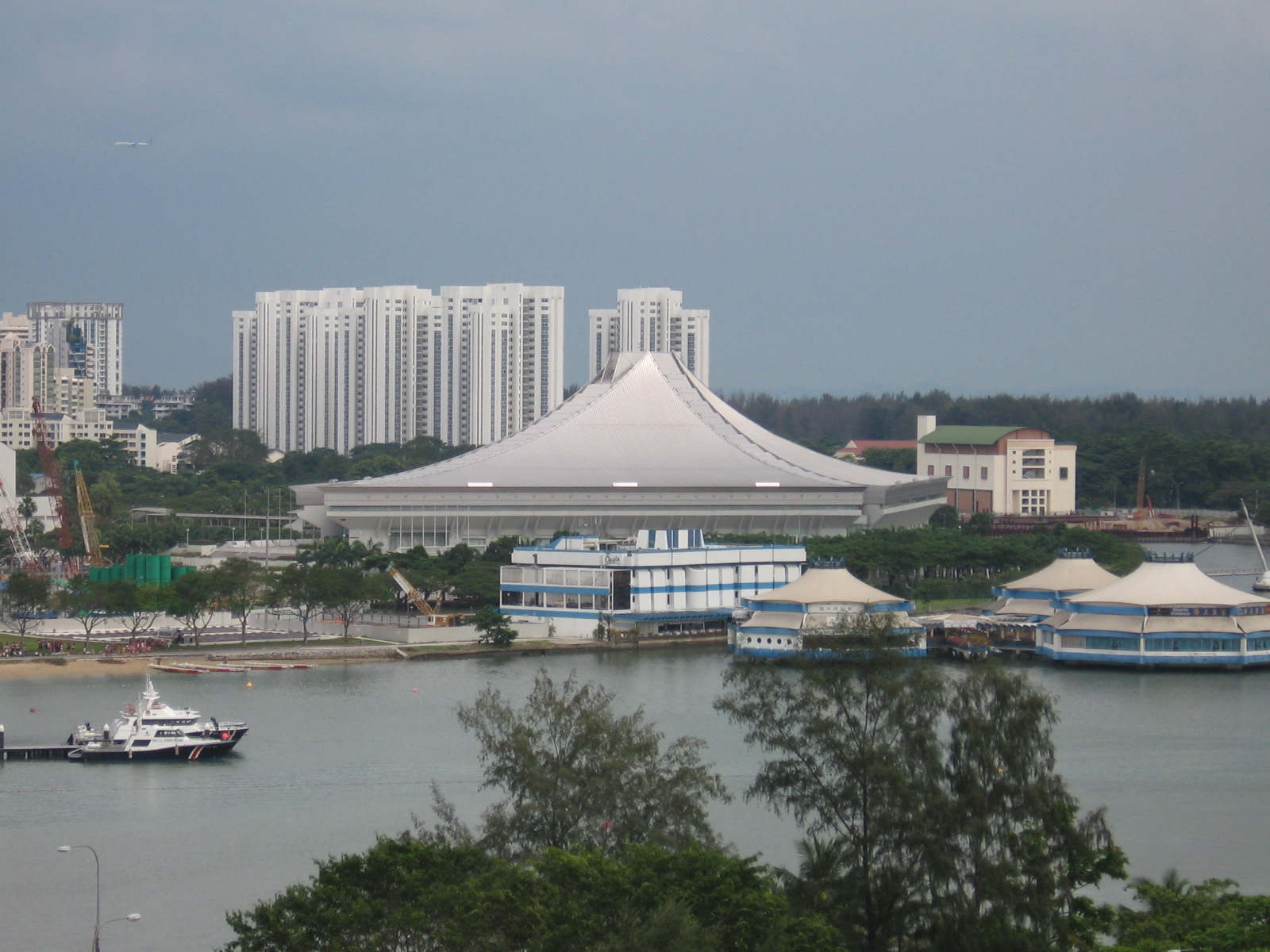
新加坡室內體育館

在传统水上活动如游泳、帆船、水球等是東南亞地區的佼佼者。近年来在桌球、射击等运动也有不俗的表现。政府在培育体育人才方面，如开办体育学校，引进外来教练与体育员，也计划在近期开埠国际级的体育学院。
新加坡比较知名的运动员有：四届全英羽毛球超级赛男单冠军黃秉璇，一屆世界羽毛球錦標賽冠軍駱建佑，以及乒乓球选手井浚泓、李佳薇、馮天薇等等。
2008年2月21日，國際奧林匹克委員會主席雅克·羅格宣布，2010年夏季青年奧林匹克運動會的主辦城市為新加坡。
2016年8月13日（巴西時間8月12日），新加坡泳手史高寧（Joseph Schooling）參加第31屆夏季奧運會，在男子100米蝶泳決賽以打破奧運紀錄的50秒39，贏得新加坡歷來首面奧運金牌。同場的美國名將迈克尔·菲尔普斯（Michael Phelps），與南非泳手查德·勒克洛及匈牙利泳手切赫·拉斯洛（László Cseh），以51秒14並列第二。
2021年12月19日，“新加坡一哥”羽毛球选手骆建佑获得新加坡首枚羽毛球世锦赛金牌。

## 軍事

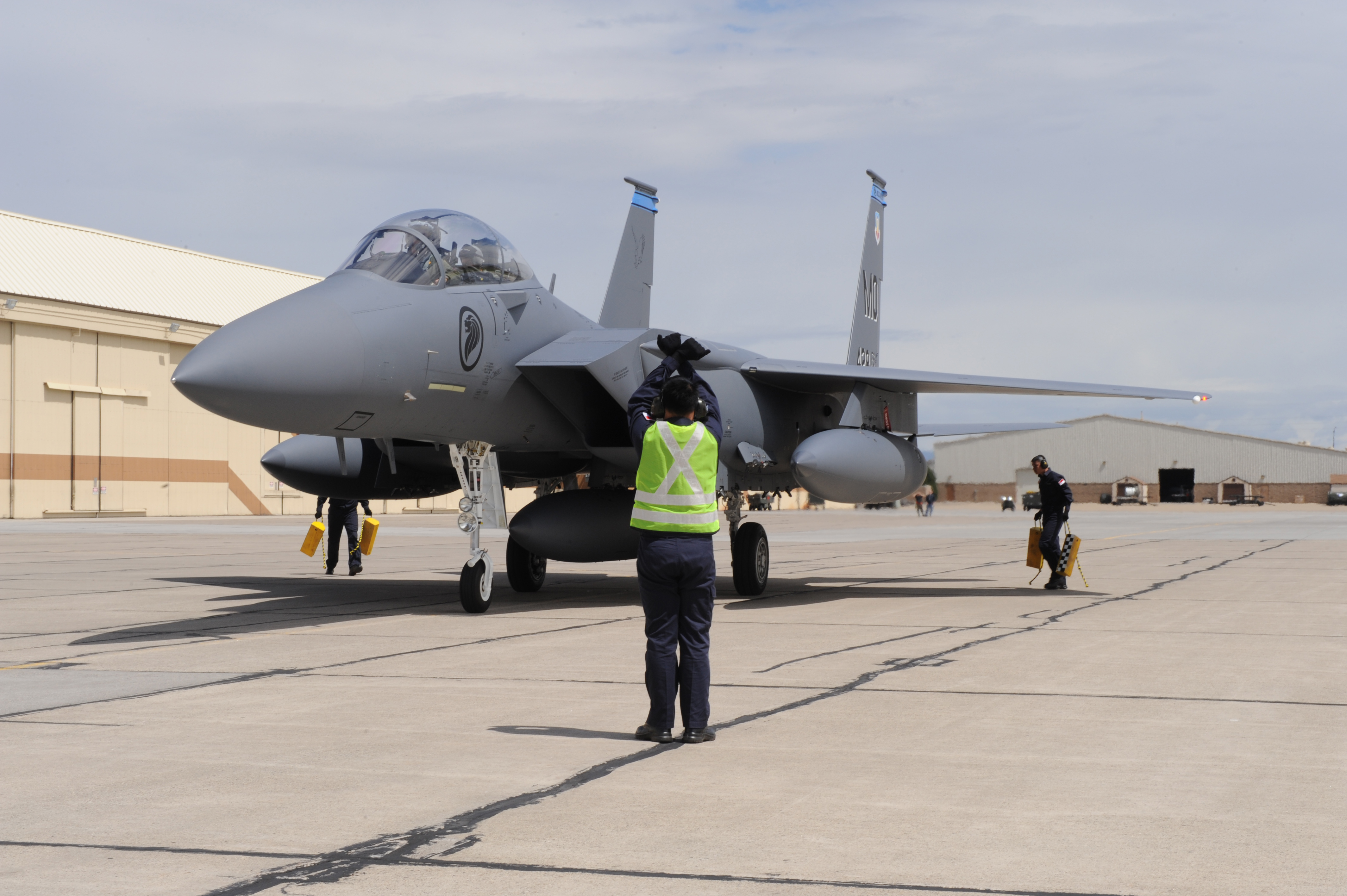
F-15SG多用途戰鬥機

新加坡拥有堪称東南亞科技最先進的軍隊，軍隊包括陸軍、海軍、空軍，軍隊也被認為是維持城市獨立的保證。而警察部隊及民防部隊（消防救援及救護服務）也屬兵役制。
新加坡的軍人稱為新加坡武裝部隊，新加坡武裝部隊分為三類，包括：正規軍人，現役軍人以及戰備軍人。正規軍人指的是職業軍人，現役軍人指的是十六歲到二十餘歲不等為了保護國家而強制服兩年左右兵役的軍人，戰備軍人指的是從現役中役滿退伍，進入十年回營訓練周期並能夠在一定時間內動員起來的後備軍人。新加坡法律規定年滿十八歲的男性公民或第二代永久居民必須服兵役2年，拒絕服役屬違法。服役前須接受為期九個月的基礎軍事訓練課程，完成後會派往軍隊或民防部隊。新加坡軍隊分陸、海、空三軍，具體數量未知，但是一般認為整體數量有超過五萬以上，但是正規軍人和現役軍人總數應該不超過五萬，新加坡是馬六甲海峽邊的小國，周邊被許多國家及幾千萬馬來人圍繞，以華人為主體族群的新加坡天然安全警覺高腾。新加坡有五個空軍基地，樟宜空軍基地（西），樟宜空軍基地（東），巴耶利峇空軍基地，三巴旺空軍基地，登加空軍基地，24架F-15SG多用途戰鬥機，70架F-16多用途戰鬥機，為新加坡空軍目前的主力戰機。三個海軍基地，布拉尼海軍基地，大士海軍基地，樟宜海軍基地常駐美海軍自由號等（USS Freedom，LCS-1），濒海战斗舰共4艘，亦可停美海軍航空母艦。
新加坡是五國聯防（FPDA）組織的成員國之一。該組織的成員國還有英國、澳洲、紐西蘭和馬來西亞，協議規定在新加坡或馬來西亞任何一方遭受到攻擊，英澳紐三國都有義務給予軍事援助。
新加坡軍隊與台灣有合作關係，新加坡的建軍就受到台灣大量的資源與幫助，其中不乏退役將領在新加坡任職武官，自蔣經國與李光耀時代，新加坡就將其軍隊移至臺灣訓練，由於新加坡地狹，而軍隊也不能送交鄰國馬來西亞訓練，這樣也有造成軍情外洩疑慮，且馬來西亞為其最大假想敵，馬來西亞絕大多數空軍部隊部署於與新加坡邊境，因此移至臺灣訓練，一方面是因為蔣李兩人私交匪淺，另一方面新加坡與台灣友好，於是促成新加坡移到臺灣訓練的星光部隊，其駐地在臺灣新竹縣湖口鄉、臺灣雲林縣斗六市、臺灣屏東縣恆春鎮。新加坡跟以色列的軍事關係也十分緊密，事實上新加坡軍隊就是名師出高徒，由一批以色列軍官親自指導出來的。

## 飲食
由於新加坡的戰略位置，新加坡菜反映出新加坡文化起源於馬來西亞的種族多樣性，為百年文化互動而成的產物。
食物主要受到當地馬來人的影響，加上來自中國、印尼、印度、土生華人、和自十九世紀英國所帶來的西方（特別是英語和一些葡萄牙語影響的歐亞，被稱為基斯）的移民傳統。而在當地的飲食文化也同樣存在於其他領域，如：斯里蘭卡、泰國、菲律賓、和中東地區的影響。
新加坡小販攤檔中，例如：具有中國華裔背景的廚師受到由印度文化的影響，可能會嘗試多樣化的調味品及配料，如羅望子，薑黃，和酥油；而印度廚師則可能也能提供炒麵等菜，但有些印度裔廚師不提供豬肉與牛肉類。隨著來自各種不同國家的影響，它足以顯示全球化的現象，進一步影響新加坡的料理。
當地食物

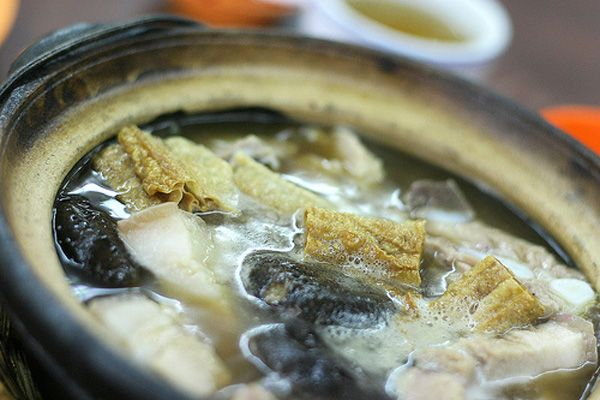
肉骨茶

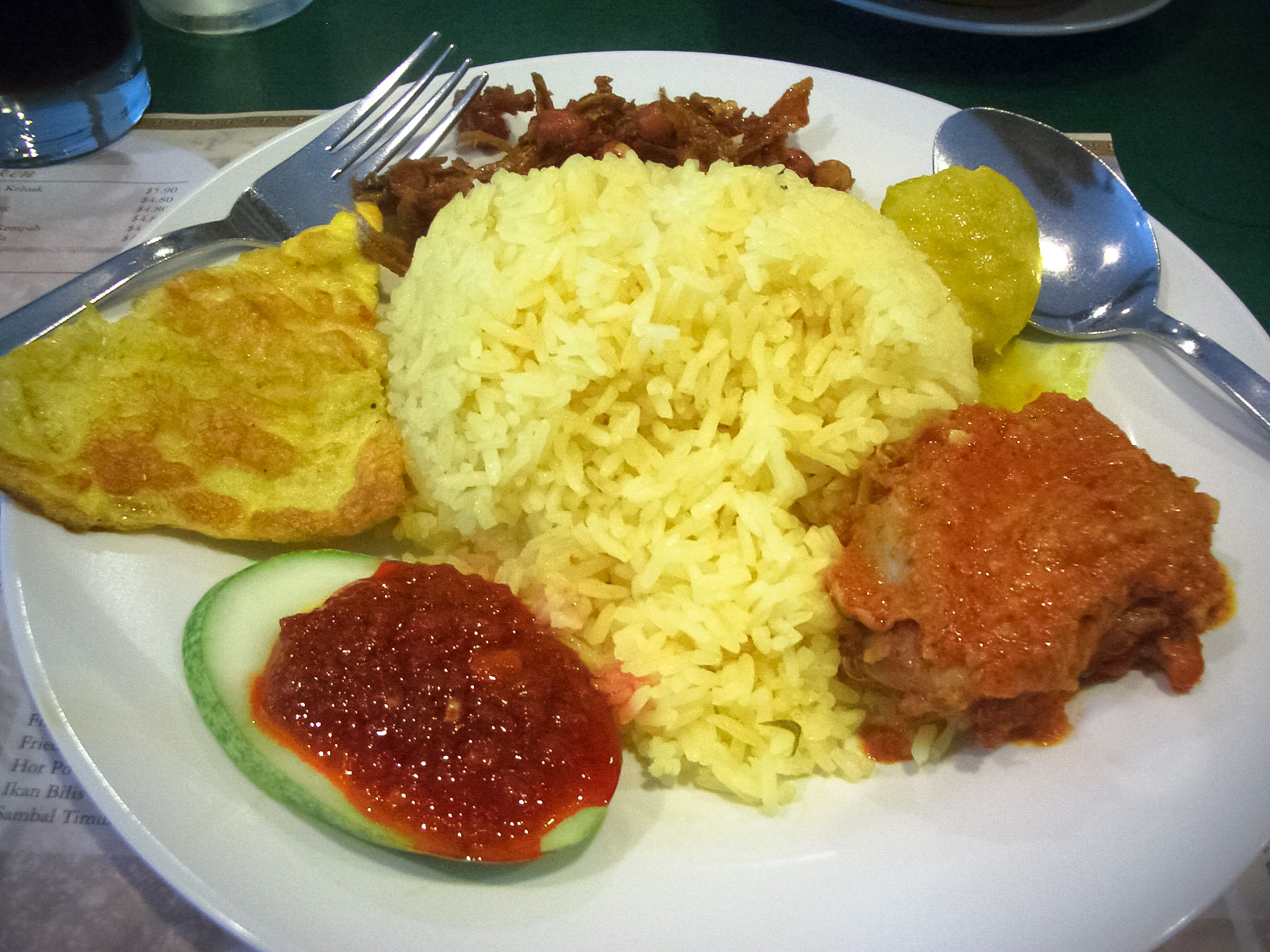
椰浆饭

蝦麵、叻沙、海南雞飯、肉骨茶、炒粿條、沙嗲、椰浆饭、辣椒螃蟹、咖椰烤吐司、黑咖啡、螃蟹米粉、肉脞面等。

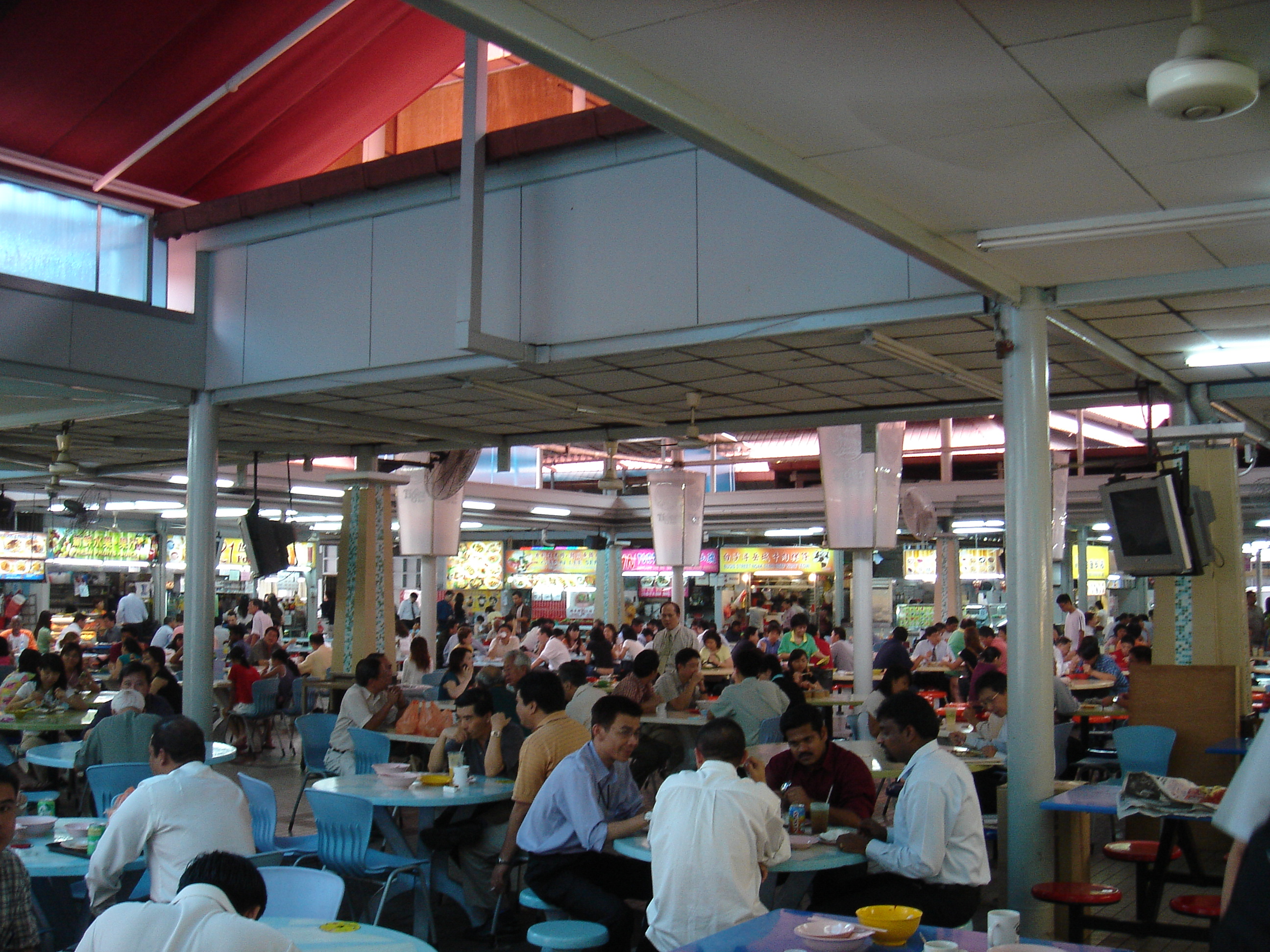
位於勞明達的小販中心
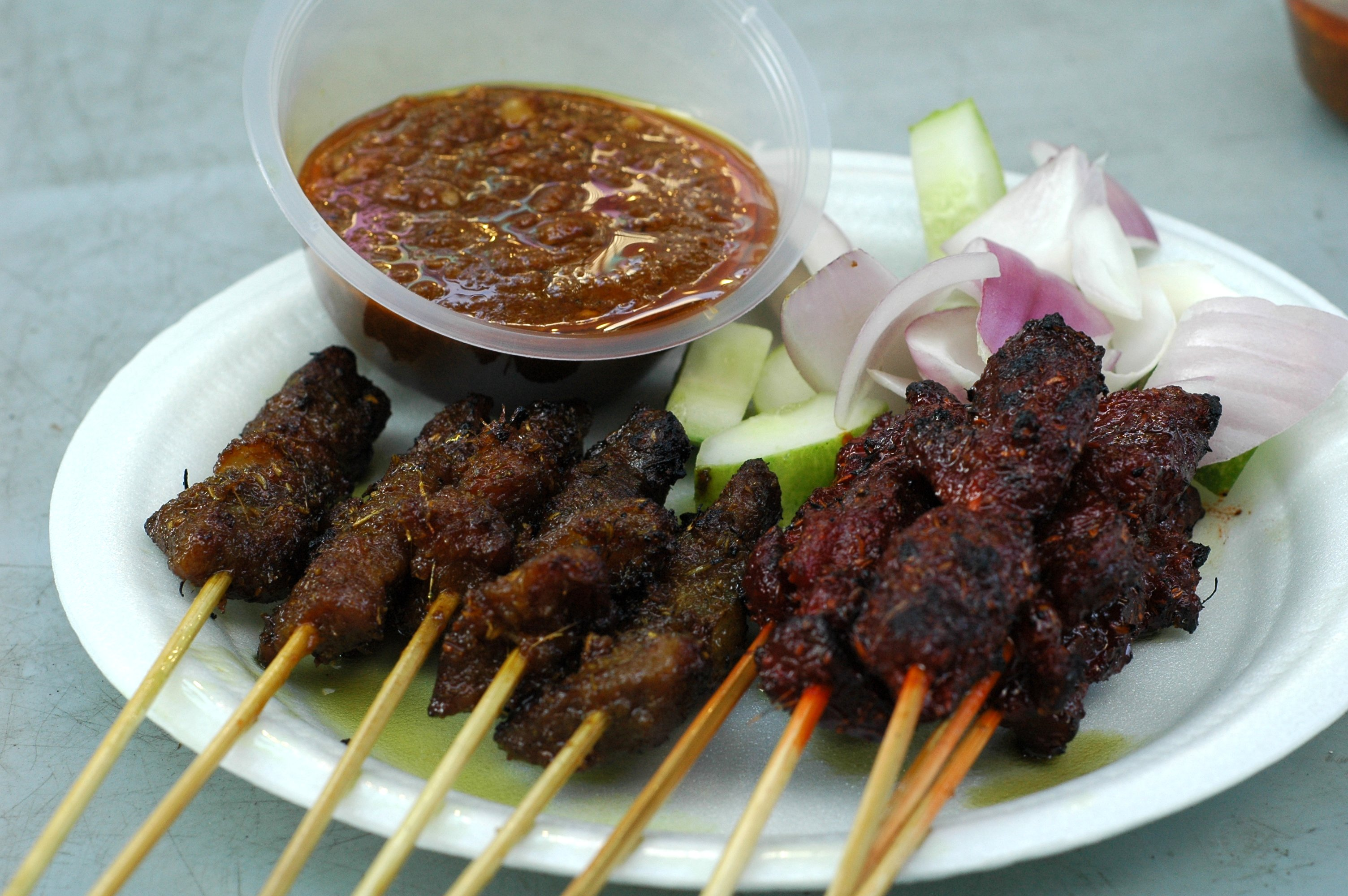
新加坡沙嗲
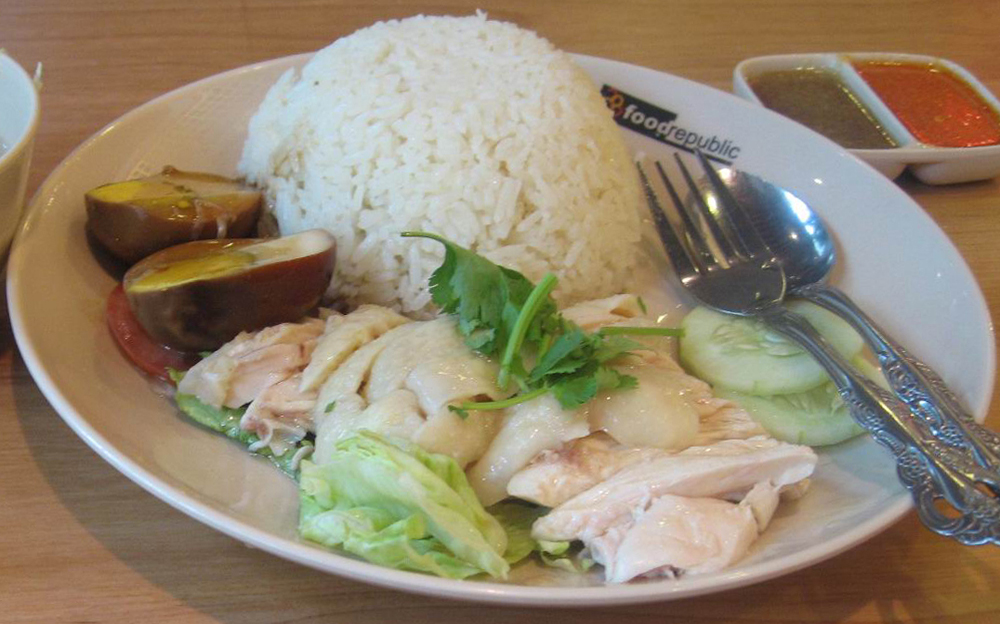
海南雞飯
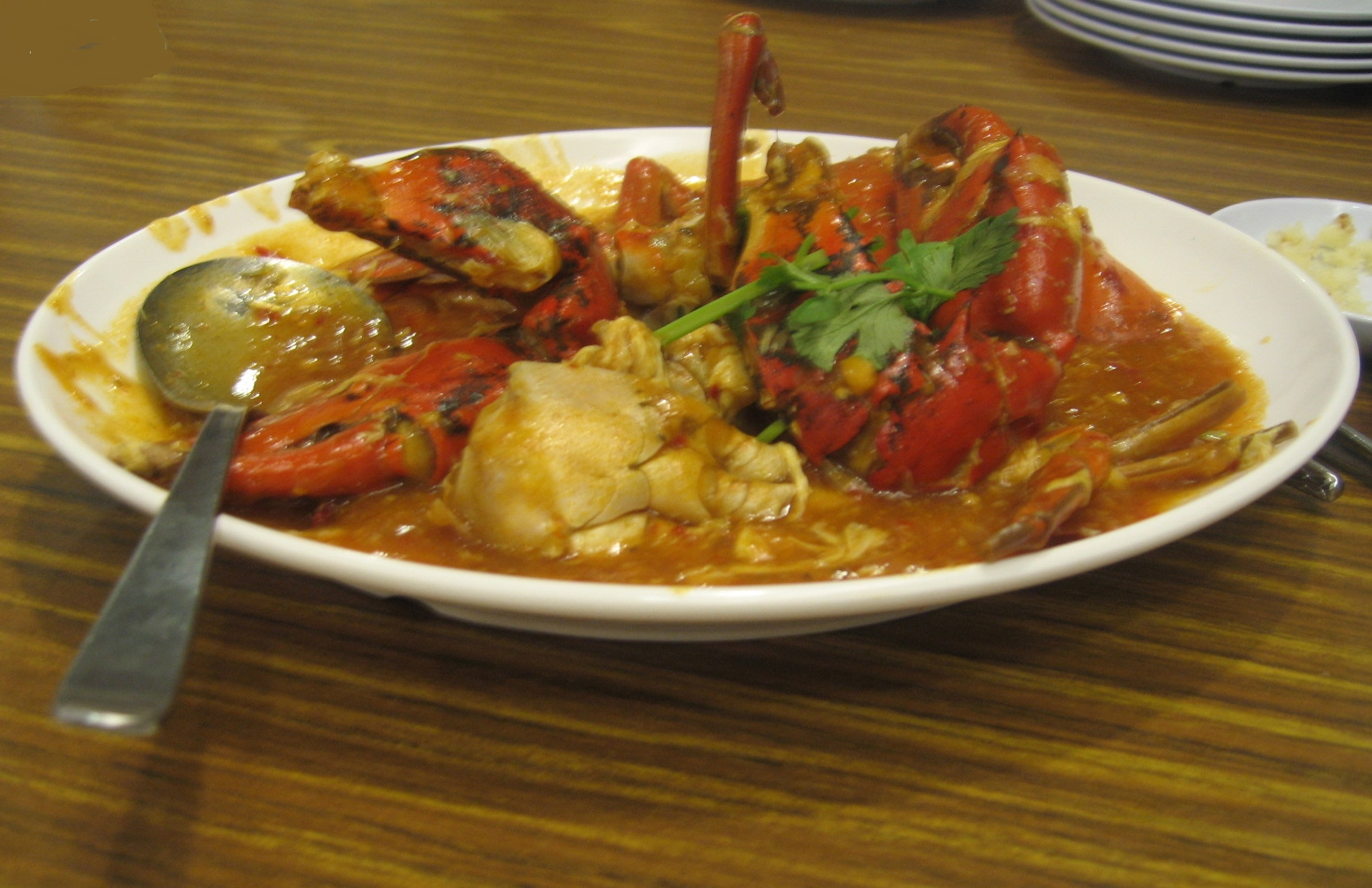
辣椒螃蟹

## 國定假日
| 公曆日期           |                                  | 名称       | 来由   |
| ------------------ | -------------------------------- | ---------- | ------ |
| 1月1日             |                                  | 元旦       |        |
| 农历正月初一、初二 | 農曆                             | 华人新年   | 春节   |
| 4月2日             |                                  | 耶稣受难日 |        |
| 5月1日             |                                  | 劳动节     |        |
| 5月13日            | 回曆                             | 开斋节     |        |
| 5月26日            | 通常是農曆四月的月圓之日（十五） | 卫塞节     |        |
| 7月20日            | 回曆                             | 哈芝节     |        |
| 8月9日             |                                  | 国庆日     | 独立日 |
| 11月4日            | 印度曆                           | 屠妖节     | 排灯节 |
| 12月25日           | 陽曆                             | 圣诞节     |        |

## 參见
- 城市國家
- 新加坡中区和新加坡的离岸岛屿
- 新加坡華人、新加坡教育、新加坡英语和新加坡華字
- 新加坡政治
- 新加坡金融管理局
- 新加坡旗帜列表和新加坡荣誉制度
- 新加坡外交和新加坡共和国建交列表
- 新加坡通讯和新加坡航空公司
- 新加坡鞭刑
- 新加坡洗錢案

## 註释
1. ↑  《新加坡共和国宪法》第153A(2)条：国语应为马来语，并应使用罗马文字...（The national language shall be the Malay language and shall be in the Roman script...）
2. ↑  在新加坡，公布的族群比例是基于常住人口进行统计的，包括公民和永久居民
3. ↑  在新加坡，公布的宗教信仰比例是基于常住人口进行统计的，包括公民和永久居民
4. ↑  包含天主教以及新教等基督徒。
5. ↑  包含各地華人民間信仰
6. ↑  人民行动党自新加坡立国之始就长期垄断政府权力，虽有选举，但无法实际造成政权更迭，只能算作混合政体
7. ↑  据统计，该数据包含新加坡公民3,640,000人和新加坡永久居民544,900人，非公民/居民1,860,000人
8. ↑  而「星島新聞集團」及旗下包括「星島日報」等各產品與新加坡無關，該報1938年在香港創辦，主要運營地區包括香港、美國、加拿大，並從未在新加坡發行過任何報刊。
9. ↑  来自馬來语Selat（意為「海峡」）。
10. 1 2 3 4 5 6  每年不同